# Trận Königgrätz
Trận Königgrätz, còn gọi là Trận Sadowa[a] hay Trận Sadová theo tiếng Tiệp Khắc, là trận đánh then chốt của cuộc Chiến tranh Áo-Phổ, diễn ra vào ngày 3 tháng 7 năm 1866, và chấm dứt bằng việc quân đội Phổ do Vua Wilhelm I và Tổng tham mưu trưởng Helmuth von Moltke chỉ huy đánh bại hoàn toàn liên quân Áo-Sachsen do tướng Ludwig von Benedeck chỉ huy. Với quy mô vượt mức trận Leipzig năm 1813, đây được xem là cuộc đọ sức lớn nhất của các lực lượng quân sự trong thế giới phương Tây trước Chiến tranh thế giới thứ nhất, với quy mô vượt mức trận Leipzig năm 1813. Kết quả trận này đã xác định hoàn toàn phần thắng của Phổ trong cuộc chiến, dù đây là diều trái ngược với dự đoán của đa số dư luận trước chiến tranh. Trận Königgrätz còn được giới sử học đánh giá là một kiệt tác chiến trận khẳng định ưu thế vượt trội về tổ chức và trang bị của quân đội Phổ so với các nước khắc ở Bắc Đức.
Trận đánh xuất phát từ một kế hoạch của Bộ Tổng tham mưu Phổ, đứng đầu là Moltke, nhằm huy động ba tập đoàn quân lớn hành quân độc lập từ nhiều hướng, tập kết về Königgrätz để bao vây, tiêu diệt quân đội Áo-Sachsen. Sau nhiều thắng lợi ban đầu, quân Phổ áp sát phòng tuyến chính của quân Áo gần Königgrätz. Trận đánh bùng nổ khi quân Phổ thuộc Tập đoàn quân số 1 (Thân vương Friedrich Karl chỉ huy) và Tập đoàn quân Elbe (tướng Herwarth von Bittenfeld chỉ huy) xông lên phá trận. Do tuyến điện báo bị hỏng, Tập đoàn quân số 2 (Phổ) do Thái tử Friedrich Wilhelm chỉ huy còn xa chiến trường mà lại không nhận được lệnh tiến công. Đến trưa, quân Áo với ưu thế về quân số và pháo binh đã bẻ gãy cá mũi tấn công của địch. Cùng lúc đó, các sứ giả của Moltke cuối cùng đã đưa được lệnh tới Tập đoàn quân số 2, khiến cánh quân này phải hành quân gấp qua những đoạn đường lầy lội và vào chiều, họ đã nhập trận và đánh tan cánh phải mỏng manh của địch. Pháo binh dự bị của Quân đoàn Vệ binh Phổ do Vương tước Hohenhole chỉ huy cũng nghiền nát trung quân Áo. Thừa thắng, vua Phổ Wilhelm I hạ lệnh tổng tấn công trên mọi hướng. Bị thiệt hại gấp 6 lần địch và buộc phải hy sinh lực lượng pháo binh và đoàn xe tiếp tế của mình trên trận tuyến, quân chủ lực Áo-Sachsen tháo chạy về pháo đài Königgrätz trong tình trạng vô cùng hỗn loạn và không còn sức kháng cự hiệu quả.
Thắng lợi mau lẹ của quân đội Phổ trước Áo gây cho cả châu Âu hết sức choáng ngợp. Mặc dù sự tồi tệ của giới chỉ huy quân sự Áo đã là một nhân tố quan trọng dẫn đến sự thất trận của họ, điều mà mọi quan sát viên đều chú ý trong chiến dịch Königgrätz là hiệu quả đáng gờm của súng trường Dreyse, loại súng tối tân có tốc độ bắn vượt xa súng trường nạp trước của Áo và thuận lợi cho phía Phổ cả khi công lẫn thủ. Trong khi đó, phương pháp tác chiến theo các toán quân lẻ của Moltke đã phần nào làm giảm ưu thế về pháo lực của đối phương. Giờ đây, con đường đến đã rộng mở cho người Phổ đánh chiếm đế đô Viên, đẩy triều đại nhà Habsburg đến bờ vực diệt vong. Song, vì mục đích chính trị lâu dài của mình, Thủ tướng Bismarck đã khuyên giải vua Phổ chấm dứt cuộc tiến công và khai mạc đàm phán với chính quyền Viên – vốn cũng không còn cách nào khác ngoài nhượng bộ. Hòa ước được ký kết ở Praha đầu tháng 8, dẫn đến sự thành lập Liên bang Bắc Đức với minh chủ là Vương triều Phổ. Bằng việc xác lập vai trò của nước Phổ dưới trào Bismarck như một trong những cường quốc hàng châu Âu và kết liễu sự bá quyền của nước Áo tại Đức, trận chến Königgrätz đã đánh dấu một bước ngoặt trong lịch sử.

## Bối cảnh lịch sử
Vào tháng 9 năm 1862, Otto von Bismarck trở thành Thủ tướng của Vương quốc Phổ. Ông chủ trương đối đầu với người Áo và cổ vũ cho Bộ trưởng Bộ Chiến tranh Albrecht von Roon và Tổng tham mưu trưởng Helmuth von Moltke Lớn ra sức cải cách đổi mới lực lượng quân đội Phổ. Vào năm 1864, liên minh Áo-Phổ đã đánh bại Đan Mạch trong cuộc Chiến tranh Schleswig lần thứ hai, buộc Đan Mạch phải nhượng cho họ hai Công quốc Schleswig và Holstein. Tiếp theo đó, vào các năm 1865 – 1865, Bismarck chuẩn bị cho một cuộc chiến tranh mới, lần này là chống lại Đế quốc Áo,, nhằm loại bỏ hoàn toàn nước Áo ra khỏi gia đình các dân tộc Teuton.
Một nguyên nhân khiến cho cuộc chiến tranh này sẽ diễn ra là do người Phổ nuôi chí phục thù sự lăng nhục của người Áo đối với họ trong Hiệp ước Olmütz hồi năm 1850 làm tiêu tan hy vọng thống nhất nước Đức. Trước hết, vị Thủ tướng đảm bảo sự trung lập của Đế quốc Nga và Pháp. Người Nga, vốn đang tranh giành quyền lợi với Áo tại vùng Balkan, cũng bất mãn với vai trò của Áo trong cuộc Chiến tranh Krym. Đồng thời, giới lãnh đạo Nga cũng biết ơn Bismarck vì đã niêm phong biên giới của Phổ với Ba Lan trong cuộc khởi nghĩa của nhân dân Ba Lan vào năm 1863 chống lại ách thống trị của người Nga – điều này khiến cho Nga dễ dàng dập tắt cuộc khởi nghĩa. Vào tháng 10 năm 1865, Bismarck tiếp kiến Hoàng đế Pháp là Napoléon III tại Biarritz và hứa hẹn sẽ nhượng bộ vùng ven sông Rhine cho Pháp, đổi lại Pháp phải giữ thái độ trung lập. Napoléon III tỏ ra thèm muốn chiến tranh đến mức mà ông nỗ lực biến Ý thành một đồng minh của Phổ, cũng đồng thời cho nước Áo biết rằng ông ta đang cố gắng bằng mọi giá để mà giữ vững sự trung lập của Ý. Bản thân chính quyền Ý thời bấy giờ cũng muốn giành lại miền Venezia từ Áo.
Sau khi đã cô lập nước Áo, Bismarck bắt đầu phát động cuộc chiến tranh nhằm xóa bỏ Liên minh Đức. Vào ngày 14 tháng 6 năm 1866, trước tình hình nóng bỏng, các quốc gia trực thuộc Liên minh các quốc gia Đức đồng ý liên minh với Áo và khai chiến với Phổ. Đồng thời, quân đội Ý cũng tấn công vùng Venetia thuộc Áo. Vào ngày 18 tháng 6 năm 1866 vua nước Phổ là Wilhelm I đã hiệu triệu nhân dân giương cao khí giới. Vào ngày 21 tháng 6 năm ấy, nước Áo đã tổng động viên quân đội và sau 20 ngày thì nước Phổ theo gót Áo. Như vậy là, một cuộc xung đột đã bùng nổ giữa các quốc gia tại Đức (chủ yếu là Hanover và Sachsen) và Đế quốc Áo với Vương quốc Phổ và Ý. Chỉ có một số nước nhỏ ở miền Bắc Đức là đứng về phía Phổ. Bismarck quyết định sẽ tiến hành một cuộc chiến tranh nhanh gọn, và quả thực, cuộc chiến chỉ kéo dài trong vòng bảy tuần. Các lực lượng bị phân rã của Liên minh Đức không thể nào tập trung, khiến cho hai nước Áo và Phổ trở thành hai phe tham chiến chính yếu của cuộc chiến.

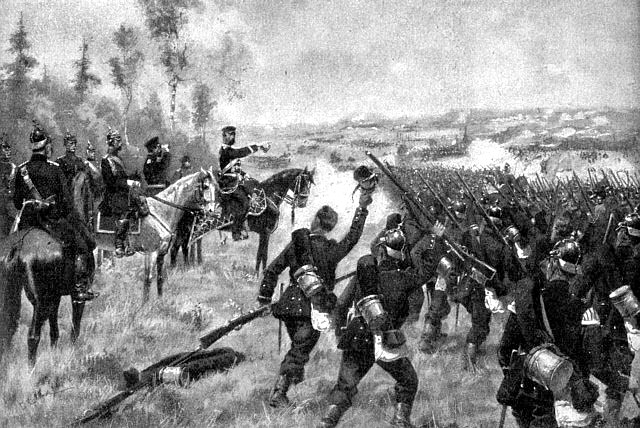
Thân vương Friedrich Karl chỉ huy quân Phổ

Ngay từ ngày 2 tháng 6 năm 1866, Quốc vương Wilhelm I đã giao cho Tổng tham mưu trưởng của ông là Moltke quyền ban hành mệnh lệnh trên danh nghĩa Đức vua. Moltke đã triển khai ba tập đoàn quân tiến đánh người Áo dọc theo 250 dặm Anh (miles) ở biên cương. Ông lập kế hoạch cho cả ba Tập đoàn quân đều xuất hành theo ba trục song song về hướng Nam và tiến vào Böhmen. Vùng Böhmen trở thành chiến trường chính yếu của cuộc chiến. Tận dụng triệt để 5 tuyến đường sắt sẵn có của mình nhằm nhanh chóng vận chuyển binh lính và lương thực, Moltke đã quy tụ được ba tập đoàn quân Phổ tại ba địa điểm dọc theo một mặt trận dài 450 km: Tập đoàn quân sông Elbe dưới sự chỉ huy của Tướng Karl Herwarth von Bittenfeld quanh Torgau, Tập đoàn quân số 1 dưới quyền Thân vương Friedrich Karl quanh Görlitz và Tập đoàn quân số 2 dưới quyền Thái tử Friedrich Wilhelm quanh Schweidnitz-Neisse. Thực hiện phương châm "hành quân riêng rẽ và hợp nhất trong trận chiến" của Moltke, Tập đoàn quân số Elbe được lệnh tiến quân qua miền Trung Sachsen ở hướng Tây, trong khi Tập đoàn quân số 1 sẽ kéo vào miền Đông Sachsen và Tập đoàn quân số 2 sẽ thẳng tiến vào vùng Böhmen ở hướng Đông. Với mệnh lệnh ngày 22 tháng 6: "Đức Kim thượng truyền cho cả hai tập đoàn quân tiến vào Böhmen và tìm cách hội quân theo hướng Gitschin", ban bố cho các Tập đoàn quân số và số 2 (có hiệu lực với cả Tập đoàn quân Elbe ở Sachsen, vốn được xem là trực thuộc Tập đoàn quân số 1), Moltke dự kiến sẽ tập kết ba tập đoàn quân ở gần Gitschin (Jiçin) trước khi kéo rốc tới Ölmütz (Olomouc) – nơi mà những thông tin tình báo đã cho biết người Áo dự định tập trung binh lực của mình – nhằm rút ngắn độ dài của cuộc chiến. Mặc dù chỉ ra rằng Gitschin là một địa điểm thuận lợi về giao thông, Moltke cũng nói thêm một câu đầy tính thực dụng với Thái tử: "Dĩ nhiên đó không có nghĩa là Gitschin phải được tiếp cận bằng mọi giá; điều này lệ thuộc vào diễn tiến các sự kiện".
Về phía Áo, cuộc chiến ở Ý năm 1859 cho thấy Hoàng đế Franz Joseph của Áo không là người có khả năng chỉ huy các lực lượng Áo trên trận tiền. Do đó, ông bổ nhệm Ludwig von Benedek – vốn được nhiều người nhìn nhận là viên chỉ huy quân sự xuất sắc nhất của Áo sau Radetzky – làm Tổng chỉ huy Tập đoàn quân Phía Bắc của Áo. Duy chỉ có Benedek hiểu được những hạn chế của mình. Ông biết rằng cuộc chiến tại Böhmen không nằm trong năng lực của mình, trái ngược với các chiến trường ở Ý trước kia. Mặc dù Benedek từ chối, Hoàng đế nhất nhất phải đề cử ông, và Benedek buộc phải miễn cưỡng chấp nhận trọng trách của mình. Trái ngược với Moltke, Benedek không hề sử dụng đầy đủ hệ thống đường sắt của Áo, thành thử phần lớn các trung đoàn của Tập đoàn quân Phía Bắc phải bộ hành từ các đồn binh của họ ở Mähren đến Böhmen. Do không muốn trở thành kẻ gây hấn trong con mắt của châu Âu, người Áo chủ trương giữ thế phòng ngự về cả chính trị và ngoại giao. Không may cho người Áo, thái độ bị động đã bỏ dỡ mọi cơ hội đối với họ. Song, trên khắp châu Âu, họ được dự đoán rộng rãi là sẽ giành phần thắng trong cuộc chiến tranh này. Bên cạnh ưu thế về dân số, quân số và ngân sách quốc phòng, Áo còn có những tướng lĩnh giàu kinh nghiệm hơn so với đối phương: họ vừa đánh với người Pháp và Ý bảy năm trước trong khi Phổ chưa hề đánh với một cường quốc nào kể từ sau những cuộc chiến tranh của Napoléon.
Do chia làm ba tập đoàn quân, lực lượng của Moltke đã có thể tiếp tế cho mình và tiến nhanh hơn nhiều so với dự kiến của Benedek. Mặc dù tốc độ hành quân của Tập đoàn quân số 1 và số 2 không đủ nhanh để thực hiện cuộc hội quân tại Gitschin, chiến lược tấn công của Moltke đã giành được thắng lợi ban đầu: sau khi các Tập đoàn quân số 1 và Elbe hội quân vào ngày 28 tháng 6, quân Phổ đánh thắng quân liên minh Áo và Sachsen trong các trận đánh tại trận Münchengrätz vào ngày 28 tháng 6 và Gitschin vào ngày 29 tháng 6 năm 1866. Trong khi đó, Benedek vẫn tin rằng Tập đoàn quân số 2 của Phổ đang bắc tiến qua vùng núi Böhmen và chưa phải là một vấn đề đáng chú ý. Ông bỏ qua cơ hội tấn công tiêu diệt một trong các tập đoàn quân Phổ sơ hở nhất và đang tiến qua vùng núi chật hẹp và Tập đoàn quân số 2 đã đánh bại các lực lượng Áo trên đường tiến của mình. Sau thất bại ở Gitschin, tướng Clam-Gallas bị huyện chức. Ngoài ra, Thống chế Alfred Freiherr von Henikstein, tham mưu trưởng của Benedek, cũng bị thay thế bằng tướng Baumgarten. Phải đến ngày diễn ra trận Königgräz thì Baumgarten mới đến tổng hành dinh quân đội Áo, và sự trì hoãn này sẽ làm cho tình hình của phía Áo càng thêm rối ren do họ có đến đến hai tham mưu trưởng trên chiến trường trong trận chiến. Chỉ sau vài trận đánh, 35.000 quân Áo đã bị loại khỏi vòng chiến, gây suy nhược tinh thần của toàn bộ quân đội Áo và đánh gục ý chí chiến thắng của Benedek. Ông bị buộc phải hạ lệnh triệt binh khỏi Böhmen về phòng ngự ở Ölmütz. Đồng thời, ở miền Bắc Đức, chỉ hai tuần sau khi tuyên bố chiến tranh, Tập đoàn quân Phía Tây của Phổ dưới quyền Tướng Eduard Vogel von Falkenstein đã đánh thắng quân Hanover trong trận Langensalza và chấm dứt mọi hiểm nguy đến từ hướng đó.

### Tình hình hai phe trước trận chiến
Cuộc triệt binh khởi đầu vào ngày 30 tháng 6 theo hướng Königgrätz, và trên đường rút Benedek đã gặp Beck, một sứ giả của Hoàng đế Áo. Thông qua vị sứ giả, Benedek hối thúc Hoàng đế phải cầu hòa vì đây là cách duy nhất để cứu rỗi quân đội thoát khỏi "thảm họa". Không lâu trước buổi trưa ngày 30 tháng 6, Beck cùng với hai viên chức khác đã đánh điện khẩn cấp yêu cầu Hoàng đế giảng hòa, nhưng vài tiếng đồng hồ sau, Franz Joseph phán: "Không thể nghị hòa. Nếu không tránh khỏi, Trẫm cho phép rút lui trong trật tự. Đã có trận đánh nào diễn ra chưa?" Lời cuối cùng khó hiểu trong bức điện tín của Hoàng đế được Benedek diễn giải là mệnh lệnh không được triệt thoát trước khi đánh một trận lớn. Bản nhân viên Tổng chỉ huy quân Áo giờ đây vẫn nhận thấy khả năng đánh một trận phòng ngự trên khoảng đất cao giữa các sông Bistritz và Elbe. Niềm tin của ông bắt đầu được hồi sinh khi mà ông chỉnh đốn quân ngũ để chuẩn bị trận đánh quyết định sắp sửa xảy ra. Benedeck tập trung binh lực hướng về phía Tây dọc theo một mặt trận trải dài 10 dặm Anh từ Josephstadtz về hướng Nam tới Königgrätz và ở trên ngôi làng Sadowa.. Moltke đã mô tả vị trí phòng ngự của quân Áo đằng sau sông Bistritz là "cực kỳ vững mạnh".
|  |

Rút kinh nghiệm từ thất bại của quân Áo trong các trận đánh trên địa hình mở ở Skalitz và Soor, Benedek tận dụng mọi lợi thế mà địa thế rừng đồi của chiến địa đem lại. Ông chia quân làm 4 cụm. Ở trung tâm, tại Chlum - Lipa, Quân đoàn III và Quân đoàn X án ngữ toàn bộ chiến tuyến, với khoảng 44.000 lính và 134 đại bác. Cả hai quân đoàn đều bài trí các đơn vị tiền tiêu gần cầu Sadowa để đánh trả cuộc vượt sông của đối phương. Ở cánh trái, Quân đoàn Sachsen và Quân đoàn VIII, gồm 40.000 lính và 140 đại bác, trấn giữ khu vực bao gồm Techlowitz, Neu Prim, Ober Prim, Nieder Prim và Problus, đồng thời cũng bố trí các tuyến tiền đồn về phía các địa điểm vượt sông Bistritz. Cánh phải, mà cũng là cạnh yếu nhất của quân Áo trên trận tuyến, được phòng bị bởi Quân đoàn IV và Quân đoàn II với 55.000 lính và 176 đại bác, giữa Chlum và Nedelist. Quân Áo đã xây dựng các ụ pháo khổng lồ dọc theo cao điểm giữa Chlum và Nedelist với tầm bắn xuyên địa hình đồi núi và rừng rậm, mặc dù cao điểm này bị chi phối bởi cách không xa bị hướng bắc, cao điểm này bị chi phối bởi các ngọn đồi Maslowed và Horenowes, đồng thời đào một hệ thống chiến hào và công sự. Viên chỉ huy bộ phận kỹ thuật của Benedek, Đại tá Franz Karl Freiherr von Pidoll zu Quintenbach cũng cho người đốn các cây trong khu rừng phía trên Sadowa và thả các ngọn và cành cây về hướng mà địch sẽ tiến tới, để hình thành chiến ngại vật. Cả hai cánh quân Áo đều được một sư đoàn kỵ binh yểm trợ. Giữa Rosberitz và Wsestar, các quân đoàn I và VII, cùng với lực lượng kỵ binh và pháo binh hạng nặng, hình thành cụm quân trừ bị với 47.000 bộ binh, 11.435 kỵ binh và 320 đại bác. Các số liệu này đều lấy từ cuốn The Battle of Königgrätz: Prussia's Victory Over Austria, 1866 của Gordon A. Craig, các trang 88-89.
Benedek hy vọng sẽ chiến đấu ở thế phòng ngự, rồi đến một thời khắc định đoạt thì tung một đòn hồi mã thương để phá vỡ trung quân Phổ. Nhưng, bất chấp những lời cảnh báo từ viên sĩ quan tình báo hàng đầu của ông, Benedek nghĩ rằng ông sẽ đương đầu với mỗi Tập đoàn quân số 1 của đối phương. Điều đó được thể hiện qua một sơ hở trong hệ thống phòng thủ hình bán nguyệt của ông: cả hai cánh quân Áo đều dựa lưng vào sông Elbe, tạo cho họ khó có thể đương đầu với một đòn hợp vây của địch. Do đường rút của họ chạy dọc theo con đường chính Sadowa-Königgräz, nó dễ dàng bị cắt đứt.
Quân đội hai bên có quân số ngang ngửa nhau. Theo học giả Hoa Kỳ là Spencer Tucker, Moltke thống lĩnh khoảng 221 nghìn quân cùng với 702 khẩu pháo, trong khi dưới tay Benedeck có 206 nghìn quân (trong đó có 184 nghìn quân Áo và 22 nghìn quân Sachsen) cùng với 650 khẩu pháo. Cuốn Encyclopedia of Modern War của tác giả Roger Parkinson cũng cho biết Moltke đã dẫn đầu 22 vạn quân chống lại 19 vạn quân Áo và 25 nghìn quân Sachsen. Còn theo tác giả Bayard Taylor trong cuốn History of Germany thì tổng binh lực của phía Phổ là 26 vạn người kèm theo 790 khẩu pháo, trong khi phía Áo có quân số tương đương. Nhà sử học quân sự người Úc là John Laffin cũng cho biết, tập đoàn quân của Benedeck gồm thâu 215.000 người Áo, Sachsen và Hungary. Quân đội Áo có kỵ binh và pháo binh mạnh hơn đối phương, nhưng súng trường Lorenz nạp trước của họ không thể bì được súng trường nạp hậu Dreyse của Phổ. Mặc dù khẩu Lorenz có tầm bắn xa và độ bắn chính xác hơn Dreyse, loại súng trường nạp hậu của Phổ có tốc độ bắn nhanh gấp năm lần so với súng trường của đối phương. Khẩu Dreyse có thể được sử dụng hiệu quả khi quỳ hoặc nằm rạp trong phòng ngự, cũng như khi di chuyển linh hoạt trong tấn công; trái lại, sau mỗi phát bắn, người lính Áo phải đứng nạp đạn cho súng trường của họ rồi mới bắn tiếp được. Vì thế, lính bộ binh Áo dễ trở thành mồi ngon của súng trường Phổ.

#### Phía Phổ xác định vị trí phòng ngự của đối phương
Về phía Phổ, vào cuối tháng 6 năm 1866, sau những thắng lợi liên tiếp của các đạo quân trên chiến trường, Moltke và các sĩ quan tham mưu đã có thể rời Berlin ra mặt trận, cùng với nhà vua và tướng Albrecht von Roon. Nếu như trong giai đoạn đầu của chiến dịch, Moltke sử dụng điện báo để liên lạc với các tướng lĩnh trên chiến trường, thì bước sang giai đoạn thứ hai, ông trực tiếp chỉ đạo chiến dịch. Đi từ Berlin đến Reichenberg ở Böhmen theo đường sắt, Moltke dừng chân ở Kohlfurt trong buổi sáng ngày 30 tháng 6, để ra huấn lệnh cho các tập đoàn quân số 1 và số 2 bằng một bản điện báo ngắn. Bản huấn lệnh cho thấy Moltke có thể đã nhìn nhận tình hình như vậy: sau những chiến thắng của mình vào các ngày 27 và 28 tháng 6 (ông vẫn chưa hay tin về các cuộc giao chiến ngày 29 tháng 6), Tập đoàn quân số 2 đang tiến về sông Elbe, do đó vị Tổng tham mưu trưởng dự kiến cho đạo quân này trụ lại ở bờ trái (Đông) sông Elbe, với lực lượng cánh phải (bao gồm các Quân đoàn V và VI) ở tư thế sẵn sàng hội quân với cánh trái của Tập đoàn quân số 1 ở bên kia Königinhof. Trong khi đó, Tập đoàn quân số 1 – được báo cáo gần thời điểm đó nhất là đang tiến về phía đông mà không hề gặp phải đối phương – được tiếp tục bước tiến của mình "không ngừng nghỉ" theo hướng Königgrätz – nghĩa là, tới một địa điểm trên sông Elbe thấp hơn nơi mà Tập đoàn quân số 2 đang hướng tới. Do thiếu trinh sát nên cũng như các tướng lĩnh dưới quyền của mình, Moltke không hề hay biết về địa điểm đóng quân và kế hoạch của Benedek, song chắc hẳn ông tin rằng viên tướng Áo đã vượt bờ Đông sông Elbe và rời Böhmen. Ngày 30 tháng 6, Bộ Tổng chỉ huy đến Reichenberg và nhận được một bản báo cáo nặng tính tô hồng về chiến thắng Gitschin của Friedrich Karl ngày hôm trước, theo đó trận Gitschin thắng lợi quyết định đến mức quân Áo bị tan vỡ và phải tháo chạy qua sông Elbe.
Buổi trưa ngày hôm đó, khi đến Schirow, nơi đã được liên kết với tổng hành dinh của Friedrich Karl và Berlin qua điện báo vào lúc sáng, Moltke phát hiện một bản điện báo cho biết Quân đoàn I đã vượt sông Elbe và các đơn vị khác của Tập đoàn quân số 2 được hoạch định là sẽ vượt sông vào các ngày tới. Không hề giận dữ, Moltke đánh điện tới Tập đoàn quân số 2: "Bản điện báo được mã hóa ngày hôm qua ra lệnh cho Tập đoàn quân số 2 ở lại bờ trái sông Elbe. Liệu các ông đã không nhận được bản điện báo này, hay là các ông có một lý do cụ thể nào đó để vượt sông cùng với toàn bộ binh lực của mình". Có lẽ sự biến mất hoàn toàn và đột ngột của quân Áo khỏi tầm mắt của cả hai tập đoàn quân làm cho ý định ban đầu của Moltke có sự thay đổi, và ông bổ sung thêm một bản điện tín cho tham mưu trưởng Tập đoàn quân số 2 là Leonhard von Blumenthal: "Tôi sẽ đến Gitschin vào buổi tối thay đổi. Tập đoàn quân số 1 sẽ nghỉ ngơi vào ngày mai và có lẽ là vào ngày hôm sau nữa. Đang mong đợi một cuộc hợp mặt với sĩ quan của các ông". Trên thực tế, tại Königinhof, Blumenthal đã nhận được bản điện tín mà Moltke gửi từ Kohlfurt, nhưng không hiểu được ý nghĩa của mệnh lệnh do một lỗi trong quá trình đánh máy. Cũng như Friedrich Karl, Blumenthal chưa hề có dự đoán mơ hồ nhất về địa điểm cố thủ của Benedek và tin rằng những thắng lợi của quân mình trong các ngày trước đã đẩy quân Áo qua song Elbe, dù là theo một hướng khác. Giờ đây, ông tin rằng quân Áo đã rút "vào những vùng sâu xa của Böhmen". Những mệnh lệnh của Moltke từ lúc ông đến Böhmen cho thấy vị Tổng tham mưu trưởng chủ trương trì hoãn sự hợp nhất hai tập đoàn quân Phổ, tạo điều kiện cho việc tạo thế gọng kìm hợp vây quân của Benedek tại nơi mà ông ta sẽ được tìm thấy. Về sau, Schlieffen có lẽ đã đúng khi cho rằng các chỉ huy dưới quyền Moltke chưa hề am hiểu thấu đáo và hoàn toàn đồng thuận với các khái niệm truy kích và hợp vây. Họ chỉ tin rằng những thắng lợi vừa qua là một cuộc thử sức, khúc dạo đầu của cuộc giao tranh thực sự sắp diễn ra và do đó họ muốn quy tụ mọi lực lượng của mình. Trong khi Moltke muốn giữ vững tính linh hoạt do sự phân rẽ các đạo quân đem lại, các chỉ huy tập đoàn quân mang hãy còn lo sợ quân của Benedek đột ngột xuất hiện và đánh bại từng tập đoàn quân riêng lẻ. Do vậy, Blumenthal yêu cầu cho Tập đoàn quân số 2 vượt sông Elbe để hội quân với Friedrich Karl và truy đuổi địch quân, nhưng bị Moltke bác bỏ.

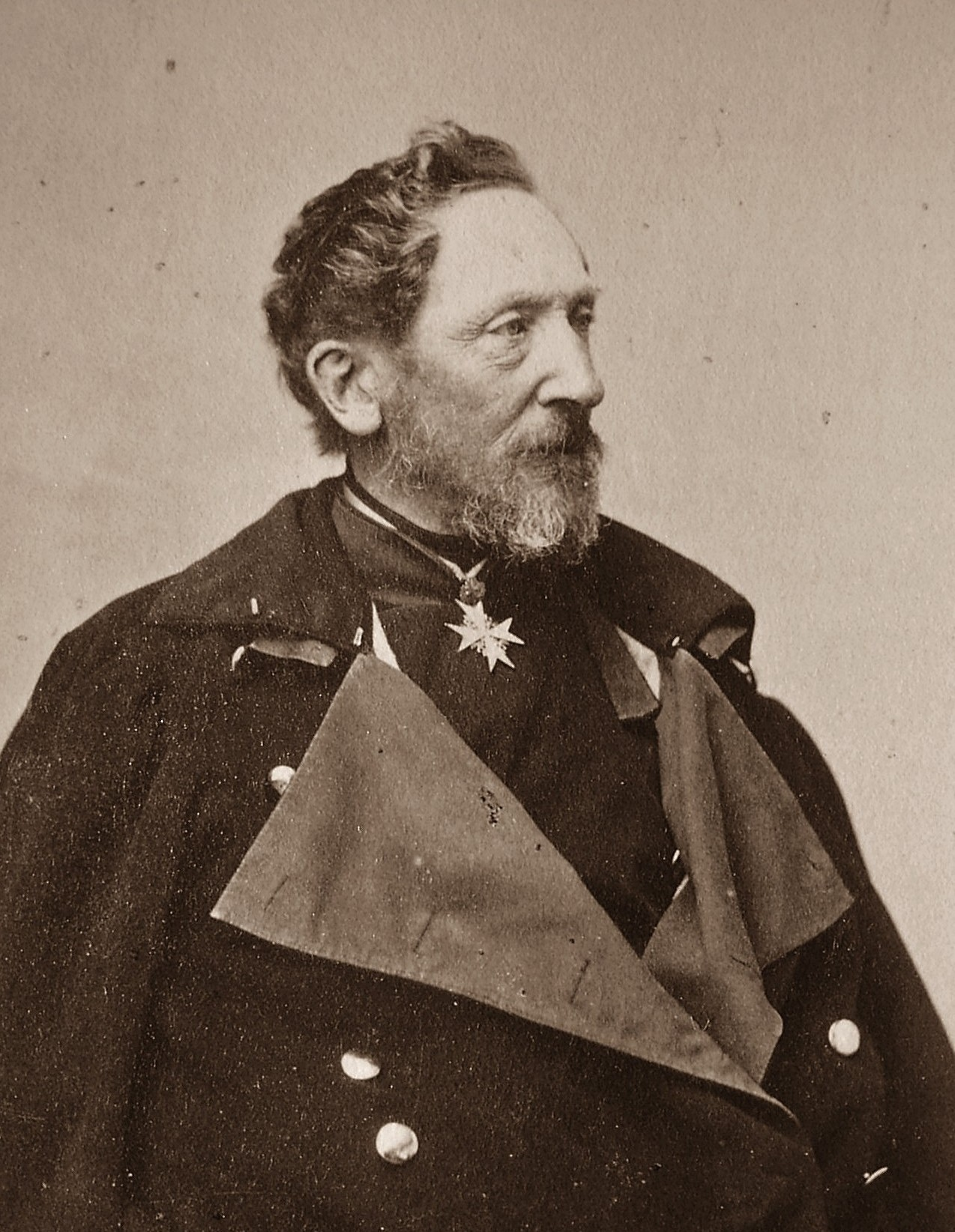
Tướng Leonhard von Blumenthal - Tham mưu trưởng của Thái tử

Sáng ngày 2 tháng 7, nhận được đề nghị thứ hai của Moltke nhằm tiến hành một cuộc hội ý, Blumenthal cùng Verdy du Vernois lên xe ngựa đến hội kiến với Moltke ở Gitschin. Buổi chiều ngày 2 tháng 7, ngày mà vua Wilhelm I của Phổ thiết lập Tổng hành dinh tại Gitschin và được bộ tham mưu cùng với quân đội chào đón nồng nhiệt, một hội nghị tham mưu – đây không nên được gọi là một hội đồng chiến tranh do không có mặt tư lệnh các tập đoàn quân – được tổ chức với sự chứng giám của Đức vua. Tướng phụ tá Gustav von Alvensleben, Tham mưu trưởng Tập đoàn quân số 1 Voigts-Rhetz và Blumenthal đã bày tỏ những bất đồng của mình với Moltke. Họ kêu gọi thống nhất ba tập đoàn quân, và thậm chí Blumenthal còn đưa ra một đề xuất mang nặng phong cách Napoléon nhằm "tiến thẳng về Viên mà không cần biết quân địch ở đâu". Dù đang bị cảm nặng, Moltke vẫn giữ cái đầu lạnh và đề xuất của Blumenthal bị từ chối. Hội nghị quyết định giữ khoảng cách giữa hai Tập đoàn quân số 1 và 2 chí ít là cho đến khi vị trí phòng ngự của Áo được xác định. Trong khi đó, ngày 3 tháng 7 sẽ là ngày nghỉ của phần lớn quân đội Phổ, ngoại trừ Quân đoàn I được dự trù là sẽ di chuyển đến các vị trí thuận lợi cho việc liên lạc với cánh trái của Tập đoàn quân số 1, và các lực lượng của Bittenfeld – được lệnh tiến đến trấn giữ các đầu cầu sông Elbe dưới Pardubitz. Sau đó buổi hợp kết thúc và những người tham gia lần lượt trở về tổng hành dinh của mình. Đức vua và Moltke trở về những ngôi nhà được sắp đặt cho họ, Voitgts-Rhetz về Bộ Chỉ huy Tập đoàn quân số 1 của Thân vương Friedrich Karl tại Kamenetz còn Blumenthal thì về đến tổng hành dinh Könighinhof lúc nửa đêm. Nhưng rồi, sự thiếu thốn thông tin về quân Áo của Benedek chỉ còn là quá khứ trong khi buổi họp mặt đang tiếp diễn, và quan điểm chung của mọi người – rằng quân Áo đã rút qua sông Elbe – đã đúng.
Đêm ngày 1 tháng 7 năm 1866, tiền quân của Sư đoàn số 7 (tướng Fransecky) do Đại tá Franz von Zychlinski chỉ huy đã hạ trại tại lâu đài Cerekwitz, tại bờ sông cách Sadowa 8 km về hướng bắc. Zychlinski để ý thấy rất nhiều ánh lửa trên các cao điểm ở phía đông, và ngày hôm sau, sau khi báo cáo những gì mà ông nhìn thấy cho Bộ Chỉ huy, ông cử một đội kỵ binh đi thám sát. Các kỵ mã đã lao vào một toán bộ binh Áo, bắt được một binh sĩ Áo rồi trốn thoát. Sau khi bị tra khảo,tù binh này nói với Zychlinski rằng Quân đoàn III của Áo đang đóng quân trên các cao điểm Clum và Lipa. Trưa ngày 2 tháng 7, Zychlinski đưa tin đến Kamenetz. Friedrich Karl quyết định phải tiến hành điều tra và truyền lệnh cho Thiếu tá Ernst von Unger tiến hành thám sát lực lượng địch ở thung lũng Bistritz. Cùng với một hạ sĩ và 6 lính thương kỵ binh, Unger đã dong ngựa lên ngọn đồi Dub, nơi ông tin rằng ông có thể nhìn được toàn cảnh thung lũng. Nhưng trước khi ông tới được mục tiêu này, ông phát hiện đội tuần tiễu của kỵ binh Áo ở bờ kia. Một binh sĩ Phổ nổ súng, đốn ngã hai lính Áo vào buộc số còn lại phải bỏ chạy. Lính Phổ liền bắt lấy hai binh sĩ Áo và thu thập thông tin rằng có ít nhất là 4 quân đoàn Áo đang tập trung tại khu vực giữa Bistritz và Königgrätz. Sau đó đội tuần tiễu kéo đến làng Dub và trên đường tiến, họ gặp phải vài tốp kỵ binh Áo và lính kỵ binh Áo đã vẫy chào do tưởng họ là đồng minh Sachsen của mình. Cuối cùng, trên ngọn đồi ở làng Dub, họ đã quan sát được một số lượng đáng kể quân Áo tập kết dọc theo vùng hạ lưu sông Elbe về hướng Bắc Königgrätz. Nhưng chẳng bấy lâu sau, họ đã bị một tốp kỵ binh Áo phát giác và truy kích dữ dội. Dù suýt nữa thì bị một ngọn giáo Ba Lan giết chết, Unger đã trốn được thoát mà không phải chịu thiệt hại nào. Khoảng 6 hoặc 7 giờ đêm ngày hôm đó, Unger đã có mặt tại tổng hành dinh của Thân vương Friedrich Karl ở Kamenetz, mang theo những thông tin mà cả Tập đoàn quân số 2 đang mong đợi. Giờ đây, tập đoàn quân của Benedeck đã nằm trong tầm tay của Tập đoàn quân Elbe dưới quyền tướng Bittenfeld và Tập đoàn quân số 1 dưới quyền Friedrich Karl.
Tin tức mà Unger thu thập được đã thay đổi hoàn toàn thái độ thận trọng của Friedrich Karl trong cuộc chiến. Ông đề ra một quyết định mà được các nhà viết tiểu sử về sau này nhìn nhận là vĩ đại nhất và có ý nghĩa nhất trong sự nghiệp quân sự của ông: huy động toàn bộ lực lượng của mình để tấn công quân địch trong buổi sáng ngày hôm sau. Từ 7 đến 9 giờ tối, ông cùng với Voights-Rhetz vạch ra kế hoạch tổ chức một cuộc tấn công trực diện bằng toàn bộ lực lượng của Tập đoàn quân số 1, khởi đầu lúc 7 giờ sáng ngày 3 tháng 7, trong khi Bittenfeld tiến quân đến Nechanitz để đánh bọc sườn trái của Áo ở phía nam. Đến 9 giờ 30, các kế hoạch đã được hoàn tất và thượng lệnh được ban bố cho các đơn vị trực thuộc Tập đoàn quân số 1, ngoài ra một thông điệp được đưa đến Tập đoàn quân số 2 để yêu cầu sự trợ giúp. Giờ đây, ít nhất đã 3 tiếng đồng hồ sau khi được thông báo về sự hiện diện của quân Áo và sau khi các sư đoàn của Tập đoàn quân số 1 được lệnh tiến về các khởi điểm của mình, Friedrich Karl và tham mưu trưởng của ông mới quyết định báo tin cho Moltke. Voights-Rhetz đến Gitschin vào khoảng 10 giờ tối và nhìn thấy Wilhelm I đang ngủ. Ông đã đánh thức quân vương dậy và báo cáo về những quyết định vừa qua của Friedrich Karl. Sau một cuộc tranh luận ngắn – mà theo lời kể của Voights-Rhetz là Đức vua hoàn toàn đồng thuận với mọi sự bố trí binh lực của Tập đoàn quân số 1 – ông vào tiếp kiến Moltke, người cũng đang ngủ. Sau khi thức dậy với câu: "Chúa phải được tôn cao", vị Tổng tham mưu trưởng tiếp nhận báo cáo của Voights-Rhetz. Do Tập đoàn quân số 1 đã dàn xếp xong xuôi mọi thứ trong thời gian này, Moltke không còn gì khác ngoài việc ưng thuận kế hoạch được đệ trình cho ông; song, việc ông có hoàn toàn hài lòng với bản kế hoạch này – một cuộc tấn công trực diện vào hệ thống phòng ngự rắn chắc của Áo mà kết quả tốt nhất chỉ có thể là một cuộc triệt binh của Áo – hay không là điều đáng nghi vấn.
Trước tình hình đó, Moltke hạ lệnh cho Thái tử Friedrich hiệp binh với hai tập đoàn quân khác tại điểm hội tụ của quân Áo, nhưng do tuyến điện báo đến các vị trí đóng quân của Tập đoàn quân số 2 bị hỏng, do đó đòi hỏi hai viên sĩ quan phải phóng ngựa mang tin kịp thời đến Tập đoàn quân số 2 cách đó hơn 32 km. Họ đã đến vào lúc 4 giờ sáng ngày 3 tháng 7. Mệnh lệnh mà Moltke ban hành cho Thái tử được đánh giá là một tuyệt tác của sự khúc chiết và mạch lạc. Thoạt tiên, thông qua việc nhắc tên của các ngôi làng, thượng lệnh đã xác định địa điểm cụ thể nơi Tập đoàn quân số 1 sẽ chống nhau với người Áo. Tiếp theo đó, thượng lệnh nêu rõ:
| “                    | Điện hạ sẽ đủ hay để lập tức tiến hành những chuẩn bị cần thiết để có thể xuất quân … hỗ trợ cho Tập đoàn quân số 1 chống đỡ cánh phải của một cuộc tiến quân có lẽ sẽ xảy ra của địch, và qua đó gia nhập trận đánh sớm nhất có thể. | ” |
| — Helmuth von Moltke | |   |

Qua đó, Moltke không hề chỉ ra chi tiết cách thức mà Tập đoàn quân số 2 phải thực thi mệnh lệnh của ông, đồng thời không xác định lộ trình của họ đến tiếp viện cho trận đánh. Thay vì đó, ông giao cho viên chỉ huy tập đoàn quân này tự quyết định, theo như cái gọi là "Sứ mệnh lệnh". Ông cũng giao một bản sao của mệnh lệnh cho viên sĩ quan hầu cận của nhà vua là Finck von Finckenstein và một bản sao khác cho Voights-Rhetz. Sau khi Tập đoàn quân số 2 nhận được trọng trách của mình, Blumenthal, một người có tài mưu lược, ngay lập tức chỉnh đốn kế hoạch hành quân của đạo quân này.

## Diễn biến trận đánh

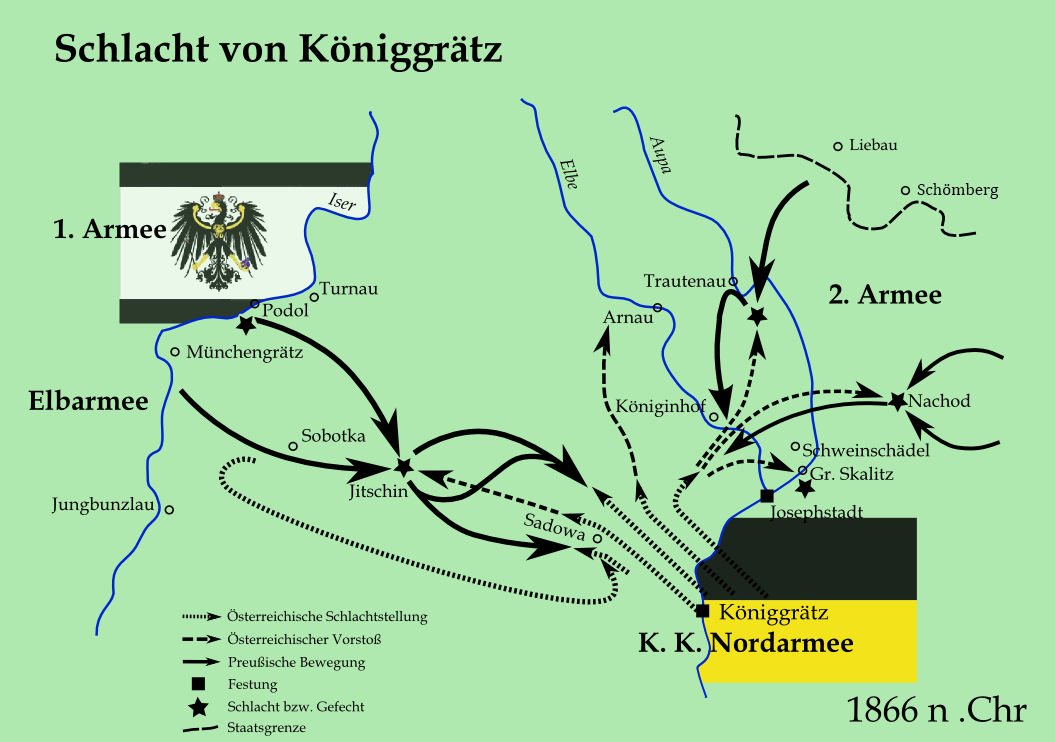
Toàn cảnh trận chiến

Tập đoàn quân của Benedek phải đương đầu với hai tập đoàn quân Phổ với tổng binh lực ít hơn (Tập đoàn quân Elbe - 39.000 người và Tập đoàn quân số 1 - 85.000 người) vào ngày 3 tháng 7. Vào lúc rạng đông, trận đánh khởi đầu trong mưa xối xả sương và mù, khi các đội hình chính quy Phổ, được sự yểm trợ của các toán tản binh, thiết lập các vị trí của mình về phía tây sông Bystřice. Dự kiến của thân vương Friedrich Karl vốn dĩ là đánh chiếm các tiền đồn của Áo và thọc sâu vào trận tuyến của Benedek sau khi thiết lập chỗ đứng vững chãi ở hữu ngạn sông. Phải sau nhiều khó nhọc thì Moltke mới thuyết phục được Friedrich Karl rằng trách nhiệm của ông chỉ giới hạn đến việc ngăn chân quân địch cho đến khi Tập đoàn quân số 2 đánh bọc sườn quân Áo. Để vậy, vào lúc 7 giờ sáng, Moltke hạ lệnh cho Sư đoàn số 8 tiến đánh Sadowa trong khi các sư đoàn số 3 và 4, hình thành một trận tuyến cùng Sư đoàn số 8, tiến về hướng nam tuyến đường bộ chính, đánh vào Unter-Dohalitz và Mokrowous. Các sư đoàn số 5 và 6 cũng được lệnh theo chân Sư đoàn số 8 tiến công đối phương. Giữa các lực lượng này, một quân đoàn kỵ binh phối hợp có nhiệm vụ giữ liên lạc với Tập đoàn quân Elbe. Ở cánh cực trái, Trung tướng Fransecky sẽ kéo Sư đoàn số 7 của mình tiến công làng Benatek, dùng một sư đoàn kỵ binh duy nhất để giữ liên lạc với các lực lượng còn lại của Tập đoàn quân số 1. Trọng trách là Fransecky được giao phó là rất nặng nề, do ông phải cầm chân quân cánh phải Áo cho đến khi Thái tử kéo quân đến viện chiến. Trong suốt quá trình phục vụ của mình trước trận chiến, Fransecky được biết đến trong quân đội Phổ như một trí thức quân sự, chứ không phải là một chiến binh. Ông chưa hề chỉ huy bất kỳ một đại đội hay một tiểu đoàn nào. Bất chấp sự non kinh nghiệm của mình, ông đã đóng một vai trò hết sức quan trọng ở trận Königgrätz, và không một viên chỉ huy đơn vị nào có được nhiều vinh quang trong trận chiến như ông.
|  |

### Những diễn tiến ban đầu
Ở cánh phải của Phổ, dưới quyền chỉ huy của tướng Herwarth von Bittenfeld, quân của Tập đoàn quân Elbe đã đến Alt Nechanitz vào khoảng 8 giờ sáng. Trong thời gian này, pháo chiến cũng diễn ra giữa pháo binh hai bên, trong đó chưa phe nào gây ra thiệt hại đáng kể. Lực lượng tiền vệ của Bittenfeld, bao gồm 7 tiểu đoàn do Thiếu tướng von Schöler chỉ huy, đã phát động tấn công Nechanitz, giành giật ác liệt với các lực lượng Sachsen thuộc hữu quân Áo và chiếm được các mục tiêu từ tay quân địch. Dưới sự chỉ huy của Thái tử Albert, quân Sachsen đã bị buộc phải rút lui về Prim và Probus trong trật tự với sự yểm trợ của kỵ binh và pháo binh, để giữ các vị trí của mình xung quanh Prim. Họ tiếp tục bắn xối xả vào quân cánh phải của Phổ tiến xuống từ địa hình cao. Herwarth von Bittenfeld do dự trong việc điều quân qua sông, vì tin rằng ông sẽ bị cô lập nếu như quân Áo mở một đợt tấn công nhằm vào trung quân Phổ. Do đó, vào lúc 10 giờ sáng, đội tiền vệ của Schöler, không được một sự yểm trợ nào, bị đẩy lui bởi một đợt phản công quyết liệt của Lữ đoàn Hộ vệ Sachsen đẩy lui từ Nieder Prim về cao điểm Hradek-Lubno ridge, và phải giữ thế phòng ngự.
Ở trung tâm, vào 8 giờ 30 phút, Sư đoàn số 8 của Phổ do tướng August von Horn chỉ huy bắt đầu tiến công Sadowa. Đồng thời, ở bên phải, Sư đoàn số 4 (Trung tướng von Herwath) hành quân về phía Unter-Dohalitz, trong khi Sư đoàn số 3 đánh vào Mokrovows. Chiến thuật của quân Áo cũng tương tự như quân Sachsen ở Nechanitz trước đó: chống trả quyết liệt tại chiến tuyến sông Bistritz trước khi triệt thoái trong trật tự về các cao điểm. Ở tuyến sông, quân Phổ giành giật từng tấc đất với đối phương để tiếp tục bước tiến của mình. Bộ binh Áo trấn giữ các ngọn cầu và làng bản, và bắn xối xả vào các đội hình tiến công của Phổ. Quân Phổ chỉ có thể tiến chậm dọc theo những nẻo đường chật hẹp và đánh trả sự kháng cự của quân Áo trong các căn nhà. Hỏa lực của người Áo đã đốn quỵ từng lớp quân địch. Trong khi đó, lợi thế mà súng trường nạp hậu Dreyse đem lại cho quân Phổ bị vô hiệu hóa: những ngôi nhà, cây cối và khói súng của quân Áo đã che khuất các mục tiêu của họ. Đằng sau những bụi cây, các tiểu đoàn khinh chiến của Áo xả súng bắn lia lịa theo hướng có tiếng chân của các đoàn quân địch. Các đội hình chặt chẽ của Phổ bị tổn thất hết sức nặng nề, nhưng bằng tinh thần dũng cảm và bền bỉ của mình, quân Phổ đã cải thiện tình hình của họ, mặc dù chậm rãi. Tiếp sau đó, để hỗ trợ cho bộ binh tấn công hiệu quả, lực lượng pháo binh Phổ đã khai hỏa khốc liệt vào các ngôi làng, bất chấp những khẩu đổi pháo ưu việt của địch, gây tàn phá khủng khiếp cho các ngôi nhà. Cả Mokrovows lẫn Unter-Dohalitz đều bốc cháy, và những quả đạn pháo rơi vào quân phòng ngự Áo trong các khu xóm đang cháy với hiệu quả đáng sợ. Không lâu trước 10 giờ, nhờ vào lòng can đảm và nghị lực của các trung đoàn số 14 và 54, kết hợp với sự yểm trợ đắc lực của pháo binh, quân Áo đã bị quét tan khỏi Mokrowens và Unter-Dohalitz. Tuy nhiên, sau khi chiếm được Mokrovows, bước tiến của Sư đoàn số 3 bị chặn đứng trong gần 4 tiếng đồng hồ. Bởi lẽ, đằng sau khoảng đất mà họ đã giành được về tay mình, một trận địa pháo hùng hậu của các quân đoàn III và X của Áo đã được hình thành từ Langenhof tới Lipa, và không ngừng oanh tạc quân Phổ. Trên thực tế, chỉ một phần hỏa lực của các khẩu đội Áo là nhằm vào Sư đoàn số 3, nhưng điều đó đã đủ để kìm chân Sư đoàn này. Thực hiện kỷ luật hết sức cứng rắn, viên chỉ huy sư đoàn là tướng August von Werder cấm tiệt mọi bước tiến của binh lính dưới quyền, và ra lệnh cho họ kiếm chỗ nào thích hợp để ẩn náu trước khi có cơ hội bọc sườn các khẩu đội pháo của địch.
Trong khi đó, bằng một sự phối hợp chính xác, các sư đoàn số 8 và 4 của Phổ đã hợp vây được Sadowa. Giữa lúc đạo quân tiền vệ của Sư đoàn số 8 giao chiến trực diện với Lữ đoàn Prohaska của Áo trấn giữ thị trấn này, quân chủ lực của sư đoàn (hay Gros) và lực lượng tiền vệ của Sư đoàn số 4 đã được lệnh tiến từ hướng bắc vào khu rừng nằm ở phía sau Sadowa, nằm cắt đứt đường rút của quân phòng thủ. Vận động này hầu như đã thành công, nhưng người Áo đã phát giác kịp thời mối nguy cơ bị bao vây tiêu diệt. Lữ đoàn Prohaska nhanh chóng rút khỏi thị trấn và tháo lui về Lipa, với sự yểm trợ của Trung đoàn Khinh chiến số 34 và Trung đoàn Roman-Banat – các đơn vị trấn giữ khu rừng cho đến khi cuộc triệt thoát được hoàn tất, rồi sau đó cũng rút lui. Sau khi chiếm được Sadowa một cách dễ dàng, các tiểu đoàn tiên phong của hai sư đoàn 4 và 8, cùng với các tiểu đoàn án ngữ làng Ober-Dohalitz sau lưng họ, rơi vào tình trạng rất giống với sư đoàn của Werder. Bởi lẽ, một bộ phận không nhỏ của các khẩu đội Áo dàn trận trên các cao điểm đã tập trung hỏa lực về phía sau. Bị buộc phải ẩn náu dưới các bụi cây của rừng Holawald và đống đổ nát của Ober-Dohalitz, nhưng cả rừng lẫn làng mạc đều không thể là nơi trú ẩn an toàn dưới làn đạn pháo hết sức kinh hoàng của đối phương. Để thoát khỏi địa ngục của cuộc pháo kích, một số đơn vị Phổ mở những đợt tấn công ác liệt như vô ích về phía cao điểm nơi các khẩu đội của Áo dàn trận. Trong bộ dạng tơi tả và không còn sức chịu đựng nữa, các tiểu đoàn Phổ lao về phía trước, và không làm được gì trừ việc bị đạn pháo của Áo cày nát. Các sĩ quan Phổ phải khó nhọc ngăn chặn những đợt tấn công tự sát như vậy. Không lâu sau khi bộ binh Phổ bắt đầu tiến công, vua Phổ đã dời đại bản doanh của mình từ đồi Roskosberg về phía sau Sadowa. Vua Wilhelm I, cùng với các nhà lãnh đạo quan trọng của Phổ là Bismarck, Moltke và Roon ở bên cạnh ông, ngồi trên lưng ngựa quan sát trận chiến. Từ đằng sau Sadowa, nhà vua dễ dàng quan sát trận địa, dù dĩ nhiên là không phải san sẽ sự trừng phạt mà các sư đoàn số 4 và số 8 của mình đang gánh chịu – có lẽ điều này đã khiến dễ dàng quy tội cho những đơn vị không còn sức chiến đấu nữa là hèn nhát. Vào buổi trưa, khi viên Thượng tá bị thương Heinrich von Valentini rút khỏi rừng Holawald, dẫn theo một số tiểu đoàn tàn tạ của các trung đoàn số 31 và 71 – vốn đã dẫn đường vào khu rừng lúc 8 giờ 30 và chống chịu hỏa lực ác liệt của địch, nhìn thấy sự trừng phạt mà các sư đoàn số 4 và 8 của mình đang hứng chịu, nhà vua nổi giận dong ngựa về phía họ, trách mắng Valentini và hô ta: "Ta đang đưa các ngươi trở lại phía trước. Hãy để thấy các người chiến đấu như những người Phổ dũng cảm".
Trong tình huống khó chịu này, Thân vương Friedrich Karl, người đã từng nói: "Không thể nghi vấn rằng sự hiện diện của Đức vua trong trận chiến các tác dụng truyền cảm lớn nhất đối với sĩ quan và binh lính. Dưới mắt Đức vua, người lính Phổ đi về cái chết hạnh phúc hơn thường lệ.", hẳn là đã bắt đầu có chút ngờ vực về lợi thế của sự thân chinh của đế vương. Ông vốn đã phát hiện ra rằng ông bị mất một nửa lực lượng kỵ binh được dự trữ chu đáo của mình do sự phóng khoáng của một người thuộc ban tham mưu của Đức vua khi Bittenfeld yêu càu giúp đỡ. Giờ đây, bản thân quân vương không hề có thái độ hào phóng với các lực lượng đã chiến đấu tốt, và không ai lo lắng giữ gìn uy tín của mình bằng người chỉ huy Tập đoàn quân số 1. Friedrich Karl đã khuyên ngăn Đức vua, chỉ ra rằng các trung đoàn số 31 và 71 đã làm được còn hơn cả hoàn thành bổn phận của mình, và khẳng định rằng ông có đủ quân trừ bị để cầm cự khu rừng đang bị giằng co. Khi buổi sáng trôi qua, tướng Horn đã đưa được lực lượng pháo binh của mình lên quãng đường yên ngựa giữa Ober-Dohalitz và Dohalitzka, giảm phần nào áp lực cho lính bộ binh Phổ. Vào trưa, 17 khẩu đội pháo Phổ đã nhập trận, và trong đó có một số khẩu pháo nòng trơn 12 pao. Những khẩu pháo này nhanh chóng thể hiện sự kém hiệu quả của mình và bị loại khỏi vòng chiến. Tuy nhiên, phần còn lại của các khẩu đội đã kiên quyết đáp trả hỏa lực của pháo binh địch. Sư đoàn số 8 và lực lượng pháo binh trừ bị cũng tung thêm 18 khẩu đội nữa lên mạn bắc rừng Holawald để pháo chiến với địch. Tuy vậy nhưng điều không thể chối cãi là thiệt hại của quân Phổ trong khu rừng đã rất nặng nề vào thời điểm trưa, và sự hao tổn xương máu lính Phổ như vậy chưa thể tạo được bất kỳ một ấn tượng nào, dù là nhỏ nhất, về phía trận tuyến quân Áo.

### Trận chiến ở rừng Swiepwald

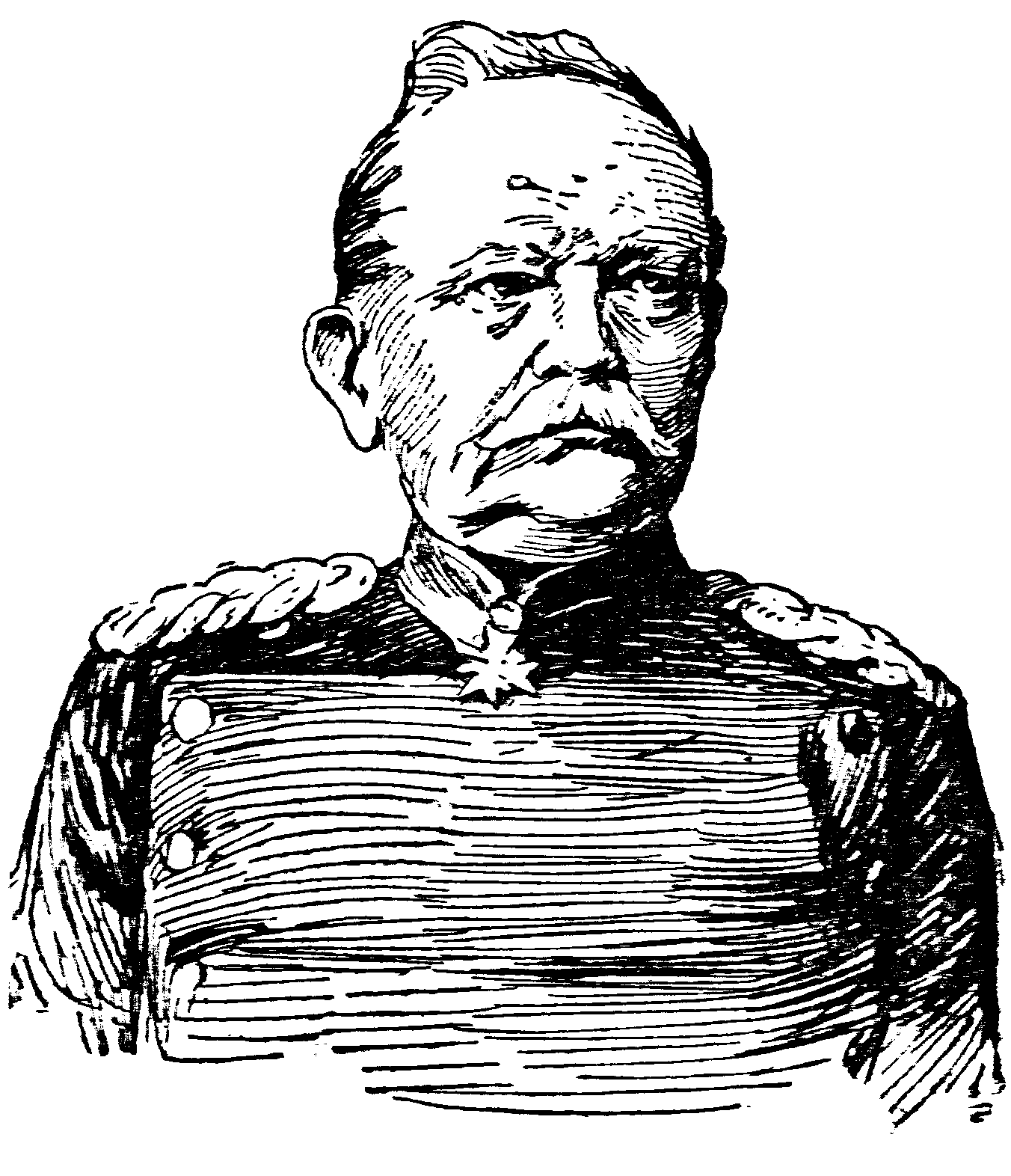
Sư đoàn trưởng Sư đoàn 7, Tướng Eduard von Fransecky

Trái ngược hoàn toàn với thái độ lề mề của viên chỉ huy Tập đoàn quân Elbe, tướng Fransecky chỉ huy Sư đoàn số 7 đã lập được chiến công lớn trong ngày. Ngay sau khi cử sứ giả đến yêu cầu Tập đoàn quân số 2 của Thái tử khẩn cấp tăng viện, Fransecky huy động 4 tiểu đoàn tấn công làng Benatek và sau một đợt giao tranh ngắn ngủi, họ chiếm được Benatek vào khoảng 8 giờ sáng. Sau đó, họ định đánh ra ngoài làng nhưng lo ngại trước các lực lượng được bố trí dày đặc của Áo trong các khu rừng ở sườn trái của họ. Sư đoàn trưởng Fransecky xuống lệnh dừng chân cho đến khi các Trung đoàn 26 và 66 có cơ hội đến ứng chiến rồi ra lệnh cho Lữ đoàn Bộ binh số 14 do tướng Helmuth von Gordon chỉ huy đổ vào rừng Swiepwald. Trước khi xung phong, để động viên tinh thần của quân sĩ, Zychlinski đã hô khẩu lệnh quen thuộc các thống chế Gebhard von Blücher và Friedrich von Wrangel ngày trước, cùng với câu "Vượt lên!" (Durch) trong thơ ca của Carl Theodor Körner, một thi sĩ thời Chiến tranh Giải phóng. Gordon cũng hô to: "Cá tươi! Cá ngon!" để động viên binh lính của mình tiến về phía trước. Cùng với hai tiểu đoàn hỏa mai thuộc Trung đoàn số 26 ở cánh trái, các tiểu đoàn hỏa mai thuộc các trung đoàn số 27 và 67 ở cánh phải dưới quyền Zychlinski đã đánh bật được quân Áo mà không bị tổn thất đáng kể.
Sau đó, được Tiểu đoàn II của Trung đoàn số 27 được tăng viện, Zychlinski đánh Cistowes, nơi được lữ đoàn của Appiano phòng ngự rắn chắc. Sau khi tập trung hỏa lực khốc liệt, bắn Zychlinski bị thương và giết chết Tiểu đoàn trưởng Tiểu đoàn I của Trung đoàn số 27 – Thượng tá von Sommerfeld, Tiểu đoàn IV Khinh chiến và hai tiểu đoàn thuộc trung đoàn Đại Công tước Heinrich của Áo phản công đẩy lùi quân Phổ. Mặc dù bị sứt đầu mẻ trán, Trung đoàn số 27 giờ đây nhận được sự tiếp viện từ Trung đoàn số 66 và tiếp tục giao chiến. Bất chấp chiến thuật dùng cây cối để yểm trợ khéo léo của lính Khinh chiến Steiermark của Áo (hệt như cha ông của họ khi chiến đấu dưới ngọn cờ khởi nghĩa của Andreas Hofer ngày trước) và sự tiếp viện của các đơn vị đến từ Quân đoàn IV Áo dưới quyền chỉ huy của Trung tướng Tassilo Graf Festetics trấn thủ phía mạn đông nam Maslowed, quân đội Phổ đã dần dần quét sạch quân Áo ra khỏi vùng rừng, buộc quân Áo phải rút chạy về sườn đồi rừng rậm theo hướng Cistowes. Môi trường chật hẹp của rừng Swiepwald khiến cho quân Áo không thể khai thác thế mạnh áp đảo về quân số của mình. Quân Phổ cũng chiếm được làng Cistowes. Chỉ trong vòng một tiếng đồng hồ giao tranh dữ dội, 6 tiểu đoàn Phổ của Zychlinski và Gordon đã đập tan hơn 10 tiểu đoàn Áo. Trong đó, họ tiêu diệt Lữ đoàn Bramdenstein chỉ trong 30 phút và giết chết viên lữ đoàn trưởng, buộc lữ đoàn này phải rút chạy về Maslowed mà không thể chiếm lại được Swiepwald. Về sau này, Zychlinski đã ghi nhận về cuộc chiến ở rừng Swiepwald như là một hình thức giao chiến mà trong đó sĩ quan chỉ huy bị mất hết kiểm soát, và các đơn vị chiến thuật dần dần nhỏ đi, cho đến đỉnh điểm là mỗi binh lính có lẽ đều chiến đấu riêng mình. Một hạ sĩ Phổ cũng đồng ý với Zychlinski, và cho biết rằng, trong tình huống đó, các sĩ quan cao cấp của Phổ – do không có gì để chỉ đạo – chỉ có thể truyền cảm binh lính bằng tấm gương về lòng dũng cảm cá nhân của họ.
Festetics, một chỉ huy có tài năng hạn chế nhưng rất giàu có và lắm mối quen biết, đã làm trái với thượng lệnh của Benedek.. Khoảng từ 4 đến 5 giờ sáng, ông nhận được những huấn lệnh của Benedek, theo đó ông cùng với Quân đoàn II do tướng Carl Graf von Thun Hohenstein chỉ huy phải dàn đội hình trên chiến tuyến Chlum - Nedelist - sông Elbe để hình thành cánh phải, phòng vệ bên sườn quân Áo. Vào lúc 8 giờ, Festetics rời trại của mình ở Nedehst để thực thi mệnh lệnh. Nhưng trong lúc Quân đoàn IV đang di chuyển về vị trí đã được giao, tham mưu trưởng của ông là Đại tá von Gorz chỉ ra rằng trận tuyến này bị chế ngự bởi cao điểm Maslowed và nếu quân địch đánh chiếm Maslowed thì Quân đoàn IV cũng khó lòng giữ nổi trận tuyến. Vì thế, Festetics đã cố tình dời lên một khoảng đất cao hơn, nằm giữa Cistowes và Maslowed. Giờ đây, số phận bi đát của Lữ đoàn Brandenstein – một trong các lữ đoàn của ông đã khiến cho Festetics nổi điên, và cơn giận của ông đã khởi đầu cho một tiến trình mà trong đó Quân đoàn IV của ông và Quân đoàn II bị lôi kéo vào cuộc đổ máu ở rừng Swiepwald, với hậu quả chiến lược nghiêm trọng. Vào lúc 9:30 phút sáng, viên chỉ huy Quân đoàn IV đổ thêm hai lữ đoàn nữa, do Đại tá Carl von Pöckh và Fleischhacker chỉ huy, để giành lại rừng Swiepwald, mặc dù vị trí không có ý nghĩa chiến lược đối với chiến tuyến Chlum-Maslowed-Horenowes mà Festetics trấn giữ. Để chuẩn bị cho cuộc tấn công sắp tới, viên tướng Áo bố trí một hàng rào gồm 80 khẩu đại bác trải dài từ cao điểm Maslowed. Trong khi các khẩu pháo Áo gầm vang trên trận địa, pháo binh Phổ bắn trả mạnh mẽ. Một quả đạn pháo rơi vào sở chỉ huy của Festetics, lấy đi mạng sống của von Gorz và thổi bay một phần bàn chân của Festetics. Sự việc này buộc ông phải trao quyền chỉ huy quân đoàn cho viên Phó Tư lệnh - Thiếu tướng Anton von Mollinary. Thay vì hình thành một tuyến phòng ngự ở Maslowed, Mollinary còn quyết tâm cao độ hơn cả Festetics trong việc đánh đuổi quân Phổ ra khỏi rừng Swiepwald. Không chỉ xác nhận mệnh lệnh phát động cuộc tấn công mới, ông ta còn gửi thông điệp đến Bá tước Thun, yêu cầu sự hỗ trợ của Quân đoàn II trong chiến đấu.

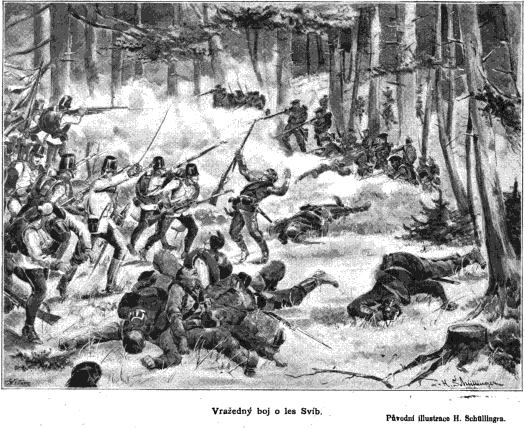
Giao chiến rừng Swiepwald

Trong giai đoạn thứ hai của cuộc chiến ở Swiepwald, người Áo dùng lại chiến thuật đã gây cho họ tổn thất to lớn ở Podol và Nachod. Quân Áo thuộc Lữ đoàn Fleischhacker xung phong từ hướng Maslowed vào Swiepwald với những tiếng trống đánh, kèn thổi, và ra sức quét sạch quân Phổ khỏi rừng bằng thế mạnh mạnh tuyệt đối về uy lực tấn công của mình. Họ đánh mạnh vào sườn trái và hậu quân địch, chiếm lại được làng Cistowes. Tuy nhiên, quân Phổ phòng ngự rắn rỏi trên đỉnh của ngọn đồi được rừng bao phủ hai bên, dựa trên sự ưu việt vượt trội của súng trường nạp hậu Dreyse. Fransecky, người mà cho đến thời điểm này đã dùng đến 4 tiểu đoàn trừ bị của mình, đã kịp thời nhận được sự tiếp viện của hai tiểu đoàn thuộc Sư đoàn số 8. Và, màn hỏa lực của các Tiểu đoàn số 1 và Lính bắn súng trường của Trung đoàn 26 đã xé toạc lữ đoàn Fleischhacker ra thành từng mảnh.
Nhưng Mollinary vẫn không nản chí. Vung cao thanh kiếm của mình với khí thế mãnh liệt, ông điều động thêm một lữ đoàn nữa với toàn bộ binh lực do viên đại tá dũng cảm von Poekh cầm đầu. Với sự tiên phong của Trung đoàn 51 (gồm các binh sĩ người Romania và Hungary), cuộc tấn công mang lại cho quân Áo tổn thất không nhỏ, nhưng họ đã đập vỡ lực lượng chính diện và cánh trái của quân địch. Trước sức tiến công như vũ bão của các đội hình dày đặc của Áo, các đơn vị Magdeburg ương ngạnh phải nháo nhác bỏ chạy về những giới hạn xa nhất của khu rừng. Một tác giả ví von cảnh tượng này như "những mũi thuyền rẽ sóng đại dương", và triển vọng đã đến với Poeckh để lập công đầu cho thắng lợi của Áo trong trận chiến. Tuy nhiên, "như những dòng nước", quân Phổ ùa ra quanh quân Áo, bắn xối xả với những cánh quân không được yểm trợ của Áo vốn đang tiến qua những bụi rậm. Lớp quân đầu tiên của Lữ đoàn Poekh chỉ vừa mới ngưng để thở khi mà "trên một ngọn đồi cây phủ bên sườn phải, những khối quân Phổ… dội một màn hỏa lực tàn sát tàn sát vào lữ đoàn cực kỳ sơ hở. Tại đây nó hứng chịu những tổn thất to lớn nhất của nó". Viên chỉ huy lữ đoàn và toàn bộ các sĩ quan tham mưu của ông đều thiệt mạng, trừ một người duy nhất sống sốt: Đại úy tham mưu von Klobus, người đã cố gắng thúc ngựa chạy khỏi chiến tuyến của địch để yêu cầu sự trợ giúp, và để thoát thân, ông phải chịu mất con ngựa của mình. Trong khi ấy, "tình hình ở khúc rừng này trở nên không thể chịu đựng nổi" đối với quân Áo. "Có lúc phải vật lộn tay không với địch, như những vết đụng ngập và thương tích do bị lê đâm của họ cho thấy, chỉ có một nhúm tàn quân là thoát được". Thiệt hại của Trung đoàn 51 và Tiểu đoàn Khinh chiến 8 yểm trợ cho họ là rất to lớn. Trong tổng số 4.000 quân Áo tham gia cuộc xung phong, chỉ có 1.800 người là chạy thoát, với thương tích trên người và tinh thần suy sụp..
Mặt khác, bây giờ đã là 11 giờ sáng. Trong khi thiệt hại của Sư đoàn 7 Phổ ngày càng gia tăng, người Áo dứt khoát phải tiếp tục cuộc tấn công của mình. Trong khoảng thời gian này, khi một trong các sĩ quan phụ tá của Đức vua là Thượng tá Friedrich Karl Walther Degenhard Freiherr von Loë đến tiếp kiện viên chỉ huy Sư đoàn 7, Fransecky bày tỏ với vị sứ giả nguồn nhân lực, tài lực của ông đang cạn kiệt, song ông khẳng định sẽ chiến đấu cho đến người cuối cùng. Loë phi ngựa về tổng hành dinh và yêu cầu tăng cường bộ binh cho Sư đoàn 7. Trong khi nhà vua đang suy xét về việc này, Moltke dứt khoát phản bác và nói bằng giọng điệu cứng cỏi:
| “                    | Tôi thật tình khuyên Bệ hạ không nên gửi một lính bộ binh nào đến giúp Tướng von Fransecky. Trước khi Thái tử khởi đầu cuộc tấn công của Ngài, màng đây là điều duy nhất có thể mang lại sự trợ giúp cho vị tướng, chúng ta phải đề phòng một cuộc tổng tấn công của Áo. Ta sẽ bẻ gãy nó chúng nào ta còn Quân đoàn III – lực lượng trừ bị của Phổ – trong tay ta. Ta vốn dĩ đã phái Lữ đoàn Kỵ binh của Bá tước Bismarck đến hỗ trợ ông ấy, và Thượng tá von Loë chắc hẳn là đã nhìn thấy điều ấy. Dù sao đi nữa, tôi hiểu Tướng Fransecky, và tôi hiểu rằng ông ấy sẽ phòng ngự rắn đanh. | ” |
| — Helmuth von Moltke | |   |

Và, nhà vua nghe theo lời khuyên của vị Tham mưu trưởng của mình. Về phía Áo, Bá tước Thun giờ đây đã chấp thuận thỉnh cầu của Mollivary và đặt hai lữ đoàn nguyên vẹn dưới quyền Thiếu tướng von Saffran và Quận công xứ Württemberg trong tay viên Phó Tư lệnh Quân đoàn IV. Trong khi đó, tin tức về sự bất tuân của những viên tướng quý tộc Áo làm cho Benedek thất vọng. Viên Tổng chỉ huy gửi một thông điệp đến Mollinary, ra lệnh cho ông giữ thế phòng thủ với Quân đoàn III ở cánh trái của mình cho đến khi có thời khắc thuận lợi để phát động tổng tiến công. Mollinary trả lời một cách khó hiểu, theo đó cuộc tấn công đã được hoạch định của Quân đoàn II sẽ được tiến hành để yểm trợ cho quân của ông rút lui. Sau đó, ông tung các lữ đoàn mới cứng vào tử địa để hoàn toàn quá trình mà Quân đoàn IV đã khởi đầu. Chúng bao gồm 14 tiểu đoàn, dẫn đầu là lính Steiermärker của Trung đoàn 57 và lính Ba Lan của Trung đoàn 57, với một dũng khí mà quân phòng ngự không thể sánh bằng. Ba thập kỷ sau đó, một đại tá quân đội Phổ đã đánh giá các cuộc tấn công trực diện của các đội hình hàng dọc hình thành từ các tiểu đoàn Áo là sản phẩm của hài kịch. Song, đạn dược của quân Phổ đã cạn kiệt sau hàng tiếng đồng hồ giao chiến. Mặc dù Quân đoàn II cũng bị quân phòng thủ Phổ đánh cho sứt đầu mẻ trán y hệt như Quân đoàn IV trong các đợt tấn công tự sát trước đó, một lần nữa, quân Áo đã dần dần đẩy được quân Phổ ra mép rừng Swiepwald. Trong khi tình hình càng lúc càng đen tối, dấu hiệu tuyệt vọng có thể được tìm thấy trong phản hồi của Fransecky khi nhà vua sai sứ đi dò hỏi tình trạng quân lực: "Nói với Thánh thượng rằng Sư đoàn số 7 bị thiệt hại nặng nhưng sẽ giữ chặt vị trí". Trải qua hàng tiếng đồng hồ cho đến giờ, các sĩ quan Sư đoàn số 7 luôn miệng cầu khẩn: "Chỉ còn nửa tiếng đồng hồ nữa! Thái tử sẽ đến!". Nhưng Thái tử vẫn chưa đến, trong khi sức chịu đựng của sư đoàn đã đến giới hạn.
Nhìn chung, trong suốt thời gian vừa qua, 19 tiểu đoàn Phổ đã đứng vững trước các đợt tấn công không ngưng nghỉ của 49 tiểu đoàn địch, trong số đó 28 tiểu đoàn bị tận diệt và chỉ có 13 tiểu đoàn là còn nguyên vẹn. Cuộc chiến ở Swiepwald cho thấy hỏa lực ngày càng gia tăng của các lực lượng được trang bị vũ khí nạp hậu, là nguồn cổ vũ to lớn cho họ đánh chặn các đợt tiến công của địch mặc dù bị thiệt hại nặng. Thêm vào đó, trận đánh còn đem lại một minh chứng cụ thể cho sự kém hiệu quả của chiến thuật tấn công bằng lưỡi lê trong chiến tranh hiện đại: những các tiểu đoàn Áo dũng cảm, với các đội nhạc binh chơi bản "Hành khúc Radetzky" và sĩ quan vung kiếm tiến lên phía trước, bị thảm sát hàng loạt trong các cuộc tấn công tự sát của mình, mà phần nhiều trong số họ không thể tiếp cận quân địch gần hơn 50 km. Chiến trường đã trở thành một nghĩa địa của người Áo, Ý, Hungary, Romania và Croatia, với số quân bị loại khỏi vòng chiến lên đến khoảng 15.000. Nhưng, để giam chân thành công 1/4 lực lượng của Áo như vậy, Sư đoàn số 7 phải trả một cái giá đắt: con số tổn thất lên đến 84 sĩ quan và 2.036 binh lính, và giờ đây tuyến phòng ngự của họ đã bị vỡ. Trong Tiểu đoàn I của Trung đoàn 66 Phổ, hầu hết các sĩ quan đều bị thương. Tinh thần quân lực Phổ đã bắt đầu suy sụp trong buổi trưa. Đúng vào lúc vua Wilhelm quở trách Thượng tá Valentini và buộc ông này phải đưa quân trở lại rừng Holawald, Fransecky kêu gọi quân lính của mình:
| “                      | Bám chắc, ba quân. Hãy bám chắc! Chúng ta phải cố thủ tại đây hoặc là chết! | ” |
| — Eduard von Fransecky |                                                                             |   |

Giờ đâu, quân Áo đã cầm chắc phần thắng trong tay. Sau suốt một buổi sáng giao chiến, mặc dù phía Phổ đã sài hết lực lượng trừ bị của mình, chiến tuyến của Áo vẫn vững chãi, và các khẩu đại bác của họ đã tiêu hao sinh lực quân của Friedrich Karl. Các tiểu đoàn Phổ trong các khu rừng ở Maslowed và Sadowa đang đuối dần đi, nhưng chưa hề có dấu hiệu nào cho thấy quân của Thái tử đã đủ gần để có thể vãn hồi tình hình của quân Phổ. Viễn cảnh tăm tối này được thể hiện qua câu nói của Fransecky với một sĩ quan thuộc ban tham mưu của Tập đoàn quân số 2, khi ông này đến tiếp kiến Fransecky và thông báo với ông rằng quân tiên phong của Vệ binh Phổ do Constantin von Alvensleben chỉ huy đang kéo đến: "Ở trường chúng ta đã học câu nói: `Tôi mong đêm sẽ đến, hoặc là Blücher′. Ở đây chúng tôi không phải là Wellington, nhưng đó chính là cảm giác của chúng tôi". Trước tình hình đó, vào buổi trưa, có lúc khi đứng trên ngọn đồi nhìn xuống, nhà vua tuyên bố với tham mưu trưởng của mình: "Moltke, Moltke, chúng ta đang thất trận". Bên cạnh vua, Bismarck, được mô tả là không kém phần lo âu. Ông chưa được chuẩn bị để làm quen với sự tàn khốc của chiến tranh và lo lắng cho con trai mình là Herbert, người mang quân phục xanh của quân đội Phổ. Trước tình hình đó, duy chỉ Moltke có vẫn điềm tĩnh. Ông nhận một điếu xì gà từ tay Bismarck, qua đó ông khẳng định với vị Thủ tướng rằng tình hình sẽ tốt đẹp. Ông khẳng định: "Bệ hạ sẽ chiến thắng cả một chiến dịch chứ không chỉ một trận đánh". Moltke vẫn tin tưởng vào những kế hoạch đã được bày biện kỹ lưỡng của mình, nhưng chắc hẳn ông cũng đôi chút lo lắng vì sự đến trễ của Tập đoàn quân số 2. Tình hình gợi cho phóng viên báo The Times hồi tưởng đến giai đoạn cuối trận Waterloo, khi mà Công tước Wellington chỉ huy quân Anh mong mỏi trông chờ quân tiếp viện Phổ của Blücher. Về sau này, khi ca ngợi sự linh hoạt của Bộ Tổng tham mưu, tướng Albrecht von Stosch đã cho biết, "có câu chuyện rằng trong những giờ phút gian khó tại Königgrätz có người hỏi Moltke rằng ông đã quyết định ra sao về rút lui và Moltke hồi đáp, tại đây là vấn đề quyết định toàn bộ tương lai của nước Phổ, tại đây sẽ không có cuộc rút lui nào′".

#### Hoạt động của khinh kỵ binh Phổ ở Swiepwald
Trong trận đánh giằng co ở Swiepwald, có thể kể đến cuộc tấn công của một khối khinh kỵ binh thuộc Trung đoàn Khinh kỵ binh 101 Magdeburg bắt gọn một tiểu đoàn Áo. Trung đoàn Khinh kỵ binh 10 Magdeburg, một đơn vị tháp tùng theo Sư đoàn 7 của Fransecky, đã được lệnh tiến quân tới Cerekwitz trong đêm ngày 2 tháng 7, và vào 2 giờ sáng ngày 3 tháng 7, họ đến bên ánh lửa trại của các tiền đồn rồi ở lại đây cho đến lúc 7 giờ rưỡi sáng.
Khoảng từ lúc 10 đến 11 giờ sáng, khi nhìn thấy một đội hình hàng dọc của Áo xuất hiện từ rừng Swiepwald và tiến chiếm Benatek, các khối kỵ binh 2, 3 và 4 – án ngữ ở hướng đông Benatek – đã xung phong và đánh bật quân địch vào rừng. Về phía minh, khối kỵ binh 1, được chỉ định là bộ phận tiên phong của quân tiền vệ Sư đoàn số 7, đã di chuyển khỏi vị trí đóng quân của mình. Họ phối hợp với bộ binh tiến về phía tây rừng Swiepwald khi bộ binh dồn trận tuyến về phía quân Áo, và cũng cùng với bộ binh rút lui khi quân Áo đánh bật quân Phổ về phía bắc. Vào buổi trưa, khối kỵ binh bị đặt trên một đoạn đường rỗng dài 0,37 km về hướng tây nam Benatek. Người chỉ huy trung đoàn khinh kỵ binh 10, Đại úy Humbert, cùng với viên sĩ quan cấp dưới của ông là Bá tước von der Schulenburg phải ngồi ở một ngọn đồi phía trên để tránh đạn pháo của Áo.
Vào lúc 1 giờ 15 chiều, họ nhìn thấy một toán bộ binh Áo tiến ra ngoài rừng. Toán quân này đã đánh bại những lực lượng Phổ đương đầu với họ và giờ đây họ hành quân trong tư thế không hề phòng bị. Sau khi phi ngựa xuống đồi để trinh sát lực lượng địch, Đại úy Humbert và viên sĩ quan cấp dưới của mình trở lại đồi và chấn chỉnh đội hình khối kỵ binh một trong tuyệt mật. Và, ông thúc các kỵ binh của mình phi nước đại về phía đối phương. Với những tiếng hô "Buông vũ khí xuống! Đầu hàng!", khinh kỵ binh Phổ lăn xả vào quân Áo. Bị choáng ngợp, một số sĩ quan Áo đã đầu hàng, sau đó một số binh sĩ Áo cũng làm theo họ. Chỉ trong vòng vài phút, mọi khẩu súng của tiểu đoàn đã bị buông xuống đất. Lính bộ binh Áo sau đó bị giải về làng Benatek, nơi đang rực cháy. Theo tài liệu chính thức của Phổ, khối kỵ binh 1 của Trung đoàn Khinh kỵ binh 10 tuyên bố bắt được 681 sĩ quan và binh lính, đồng thời thu giữ một hiệu kỳ. Khối kỵ binh đã bắt gọn một tiểu đoàn Áo mà không chịu thương vong, nhưng sau đó, khi nhìn thấy một ngọn hiệu kỳ khác trong rừng, Trung tá Bá tước von der Schulenburg đã lăn xả về hướng này cùng một nhúm khinh kỵ binh. Ông bị một số bộ binh Áo bắn trọng thương từ đằng sau cây cối, và 4 ngày sau đó thì ông mất.

### Bước ngoặt của trận chiến
Vào lúc 12 giờ 30, các đơn vị tiền quân của Tập đoàn quân số 2 cuối cùng cũng gia nhập trận chiến. Vốn đã tiến quân từ Dobrawitz ngay từ khi các sĩ quan nhận được yêu cầu giúp đỡ của Fransecky, giờ đây Sư đoàn Vệ binh số 1 của Phổ dưới quyền Trung tướng Friedrich Hiller von Gärtringen (thuộc Quân đoàn Vệ binh do Vương công August xứ Württemberg chỉ huy) tiến xuống các ngọn đồi thấp ở phía trước Wrchownitz để bọc sườn phải của Áo vốn đang thiếu vắng binh lực. Cách hậu quân của họ không xa là Sư đoàn Vệ binh Vệ binh số 2 do tướng Heinrich von Plonski chỉ huy, với lực lượng tiền vệ giờ đây đã đến gần Zizelowes. Về hướng đông, tướng Louis von Mutius chỉ huy Quân đoàn VI được lệnh tiến thẳng đến Racitz, với Sư đoàn 11 do Trung tướng von Zastrow chỉ huy ở bên phải sông Trotina và Sư đoàn 12 do Trung tướng von Prondzynsk chỉ huy ở bên trái. Cả hai đơn vị đều chưa dày dạn chiến trận cho lắm, nhưng họ háo hức thể hiện khả năng của mình trong chiến đấu trước khi được hỗ trợ bởi những đồng đội giàu kinh nghiệm hơn của mình là Quân đoàn V do tướng Karl Friedrich von Steinmetz chỉ huy[b] – vốn còn đang ở một khoảng cách với hậu quân của Quân đoàn VI.
Khởi đầu vào 7 giờ sáng – khi Sư đoàn Vệ binh số 2 được lệnh tiến về Könighinhof, cuộc hành quân của Tập đoàn quân số 2 vài trận Königgrätz diễn ra chậm rãi do điều kiện thời tiết bất lợi. Do những đoạn đường không đủ lớn để chứa đựng một số lượng sĩ tốt đông đảo như vậy, họ buộc phải hành quân trên các cánh đồng vốn đã bị mưa làm lầy lội. Môi trường này gây khó khăn rất lớn cho họ trong việc vận chuyển pháo binh. Lúc 11 giờ 30, Benedek đã nhận được hung tin rằng một lực lượng lớn khác của Phổ đang đến gần. Thế nhưng, thái độ bất tuân của Mollinary và Thun – những vị tướng không hề ngờ tới sự tham chiến của các lực lượng dưới quyền Thái tử Phổ – đã gây ra một hậu quả chiến lược nặng nề: họ dồn quá nhiều binh lực ở cánh phải vào trận đánh ở rừng Swiepwald, do đó cánh này giờ đây không còn đủ lực lượng để có thể đối phó với cuộc tấn công của quân tiếp viện Phổ.
|  |

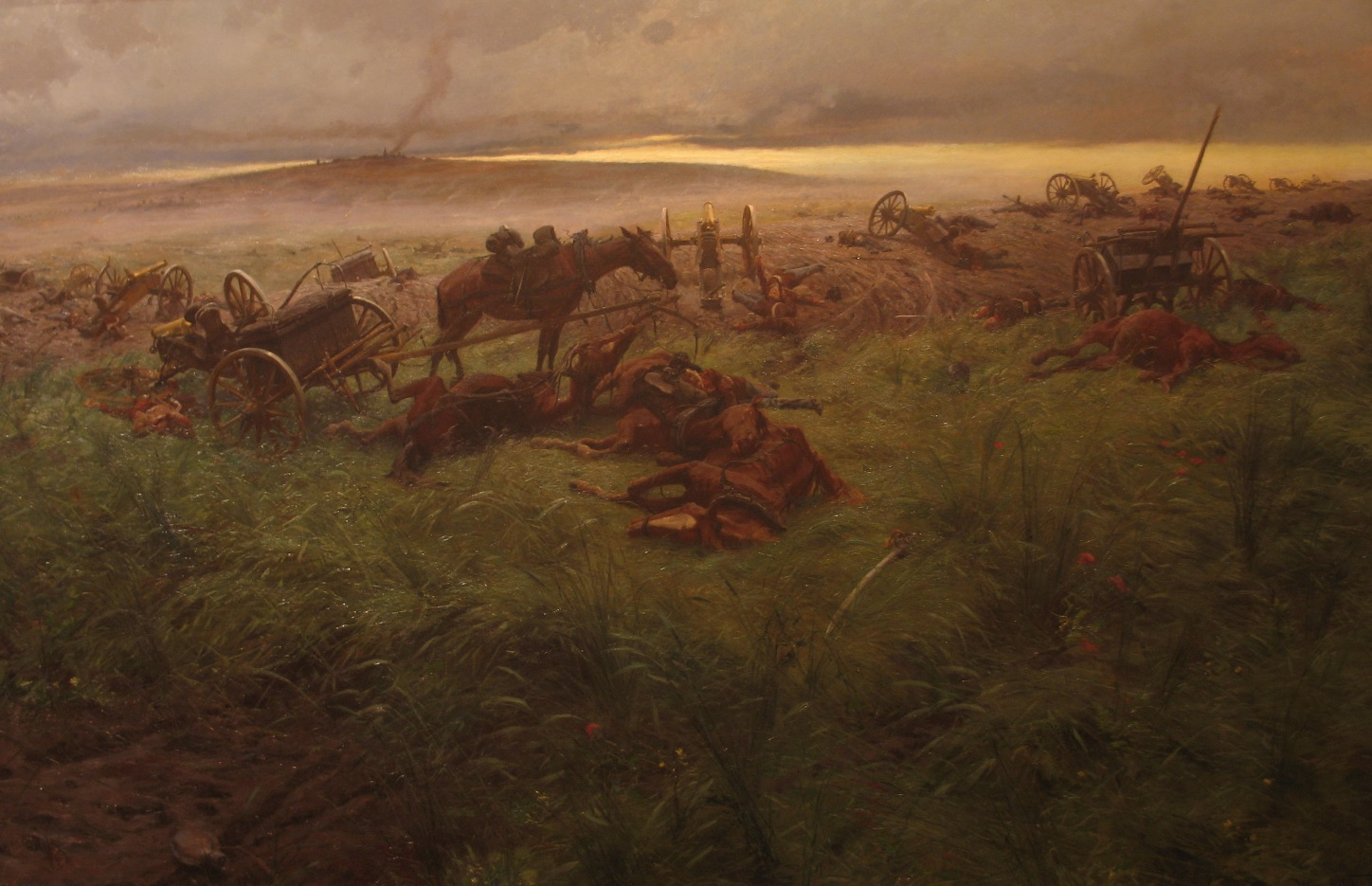
Một chương oanh liệt của Pháo binh Áo, Rudolf Otto von Ottenfeld, 1897, Viện Bảo tàng Lịch sử Quân đội Viên, cũng nói về sự hy sinh của một khẩu đội kỵ binh Áo.

Khẩu đội Tử thần, tranh tưởng niệm của Václav Sochor ở Viện Bảo tàng Lịch sử Quân đội, Viên.

Thực ra, trong cuộc chiến ở Swiepwald, Benedek đã từng có ý định tiến hành phản công, nhưng không thể thực thi. Bây giờ, ông không còn cách nào khác ngoài việc ban bố mệnh lệnh cho các Quân đoàn II và IV rút về vị trí ban đầu của họ giữa Chlum và Nedelist.. Thượng lệnh của Benedek được thực thi một cách khó nhọc, không chỉ là do số lượng lớn của các đơn vị bị lôi kéo vào cuộc chiến ở Swiepwald, mà còn do sự sa sút tinh thần của các lực lượng này, vì, sau khi thắng được quân Phổ ở Swiepwald, họ lỡ mang ấn tượng rằng họ đã chiến thắng trận đánh. Hậu quả là cuộc triệt thoái của Quân đoàn IV đã diễn ra hết sức nhốn nháo. Quân đoàn II triệt thoái ổn định hơn và đẩy lui một đợt xung phong của kỵ binh Phổ. Trong khi đó, sau khi nhanh chóng nhìn nhận tình hình chiến cuộc, Thái tử nước Phổ đã triển khai bộ binh tấn công đối phương. Tại Racitz và dọc theo hạ lưu sông Trotina, các đơn vị thuộc Quân đoàn VI chỉ gặp phải sự kháng cự của các thành phần yếu ớt thuộc lữ đoàn tướng Henriquez (Quân đoàn II) – một trong số ít các lực lượng Áo được giữ lại phòng vệ sườn phải, trong khi Quân đoàn Vệ binh nhận thấy làng Horenowes được phòng vệ mỏng manh. Nhiều binh sĩ Áo không hề tiên liệu sự tham chiến của Tập đoàn quân số 2, và trong tâm trạng bất ngờ họ đã đầu hàng mà không phải giao tranh khi đạo quân này bước vào trận chiến.
Dưới sự chỉ huy của Vương tước Hohenhole, các khẩu đội của lực lượng pháo binh trừ bị của Quân đoàn Vệ binh Phổ, được đặt tại Zizelowes, Racitz và Habrina, đã giã đạn vào vị trí phòng ngự của quân Áo giữa Horenowes và Trotina. Pháo chiến đã diễn ra giữa pháo binh của Tập đoàn quân số 2 với 5 khẩu đội pháo của địch trên các cao điểm về phía đông nam Horenowes. Được tăng viện thêm 7 khẩu đội nữa, pháo binh Phổ đã có được ưu thế áp đảo so với đối phương: 90 khẩu đại bác của Phổ đấu với 40 khẩu đại bác của Áo. Và, vào lúc 13 giờ, Sư đoàn Vệ binh số 1 đã giành được làng Horenowes. Quân đoàn VI của Phổ cũng nhanh chóng đoạt được Racitz và đỉnh phía tây của đồi Horickaberg. Do bị bọc sườn trái, Lữ đoàn Henriquez rút về Lochenitz ven sông Elbe và chốt ba tiểu đoàn tại đây, trong khi các tiểu đoàn khác rút về bên kia sông theo lệnh của Bá tước Thun: mặc dù cuộc triệt thoái của quân đoàn ông khỏi Swiepwald thành công hơn của Quân đoàn IV và trong tay ông vẫn còn nhiều binh lực, trước sự thất vọng của các sĩ quan Áo, Thun dường như đã bỏ cuộc và quyết định rút quân về thượng lưu sông Elbe – một hành động đã gây cho các sĩ quan thất vọng đồng thời đẩy tuyến đường rút của phần còn lại của quân đội Benedek vào mối đe dọa nghiêm trọng. Bất chấp những nỗ lực của Thun về sau này nhằm biện minh rằng cuộc triệt binh của ông chỉ khởi đầu sau khi quân Áo rút chạy trên toàn tuyến, điều không thể chối cãi là Thun đã ra lệnh cho các đơn vị thuộc Lữ đoàn Henriquez chuẩn bị vượt sông ở Predmeritz nửa tiếng đồng hồ trước khi quân Phổ đánh chiếm Chlum. Các lực lượng khác của ông cũng được lệnh tiến hành rút lui ngay lập tức với sự yểm trợ của kỵ binh. Trong khi Sư đoàn Kỵ binh nhẹ số 2 của Áo dưới quyền Thiếu tướng Vương tước Von Thurn und Taxis (Quân đoàn X) thiết lập một vị trí về hướng tây Lochenitz, Sư đoàn 12 của Phổ chiếm đóng Sendracitz. Lúc 14 giờ, toán lính Áo cuối cùng đã bị đẩy lui khỏi Maslowed, và quân Phổ làm chủ được hàng loạt các cao điểm. Mặc dù trận đánh sẽ còn ác liệt, Moltke hiểu rằng chiến lược của mình đã thành công. Tương truyền ông nói: "Chiến thắng đã trọn vẹn, Viên nằm dưới chân Bệ hạ".
Giờ đây, với sự tan vỡ của quân cánh phải, trận tuyến pháo binh Áo cũng buộc phải rút về một vị trí giữa Langenhof và Wsestar. Tại đây, quân Áo hình thành một chiến tuyến bao gồm 120 khẩu pháo. Gärtringen đã nhận thấy bản lề của toàn bộ vị trí phòng ngự của địch nằm ở ngôi làng Chlum đằng sau trung quân, với địa hình cao. Nhiệm vụ trấn giữ làng này vốn được giao cho lữ đoàn của Chuẩn tướng Carl von Appiano, song, ít lâu sau 13 giờ, Appiano ra lệnh các thành phần của lữ đoàn đang hứng chịu hỏa lực địch rút xuống một vị trí ở dưới và mất tầm nhìn cao điểm này. Các sĩ quan của lữ đoàn đã dự đoán được hậu quả của hành động này, nhưng họ không còn cách nào khác. Nhiệm vụ phòng ngự cao điểm sau đó thuộc về Đại tá Slaveczi, viên chỉ huy các Trung đoàn 46 Sachsen-Meiningen và 62 Đại Công quốc Heinrich – với thành phần chủ lực là người Hungary. Dưới sự yểm trợ của 70 khẩu đại bác, quân Phổ di chuyển nhanh nhạy trong tuyệt mật lên Chlum, dưới sự yểm trợ của làn sương mù và những ngọn cỏ cao. Pháo binh Áo bắn vào trận tuyến của bộ binh địch, nhưng bộ binh Áo hoàn toàn bị choáng ngợp khi họ bị tập kích từ hướng bắc. Slaveczi, sau khi hay tin các binh lính áo xanh đang tiến lên đồi, nghĩ rằng đây chắc hẳn là quân đồng minh Sachsen. Khi một thuộc cấp khẳng định đây thực sự là quân Phổ, ông ta nói: "Anh đang nhìn thấy ma". Và, vào lúc 15 giờ, tiểu đoàn thứ nhất và các lực lượng bắn súng hỏa mai thuộc Trung đoàn Bộ binh Cận vệ số 1 đã đột chiếm Chlum từ tay Tiểu đoàn 3 của Trung đoàn Sachsen-Meiningen, đúng lúc Slaveczi đang nói: "Anh đang nhìn thấy ma" lần cuối. Slaveczi tử trận khi những lời nói này vẫn còn trên môi ông. Từ mọi phía, quân Phổ nã súng trường Dreyse xối xả vào vị trí phòng ngự của Tiểu đoàn 3, và chỉ sau 5 phút thì tiểu đoàn này coi như đã bị tiêu diệt. Sau đó, Vệ binh Phổ cắt đôi làng Chlum và khóa chặt Tiểu đoàn 2. Dưới sự chỉ huy của Thượng tá Freiherr von Schimmelpenning, quân Áo ra sức mở đường máu nhưng bất thành. Schimmelpenning cùng với hàng trăm quân của ông đã bị ngã rạp trước hỏa lực súng trường của Phổ, trong khi 600 binh lính còn lại đầu hàng.
Một tiểu đoàn khác của Trung đoàn 46 trấn thủ phía nam làng. Nghe tiếng hỏa lực bộ binh ở Chlum, người chỉ huy tiểu đoàn là Thiếu tá von Noack đã ra lệnh cho họ tấn công, với niềm tin rằng Appiano sẽ tăng viện một trung đoàn cho ông. Tiểu đoàn đã hành quân về hướng Chlum dưới làn đạn ác liệt của địch, và khi họ đã đi được nửa đường thì bất chợt một tốp kỵ binh Áo xuất hiện, đâm thẳng vào sườn của tiểu đoàn và buộc họ phải bỏ chạy thục mạng. Một lần nữa, những sai lầm của Festetics, Gorz và Mollinary gây tai hại cho quân đội. Việc rút các lực lượng Áo bị đẩy vào cuộc chiến ở Swiepwald là rất khó, như đã thấy, và cuộc triệt thoái đã không thể hoàn tất trước khi Tập đoàn quân số 2 tấn công sườn quân Áo. Tàn quân của lữ đoàn Đại tá Fleischhacker vẫn còn ở Cistowes cùng với Trung đoàn Khinh kỵ binh 7. Để cứu vãn tình hình của mình, lính khinh kỵ Áo phản công theo hướng Maslowed nhưng hành động của họ đã thu hút các khẩu đội pháo của Hohenlohe. Kết quả là họ bị đại bác Phổ băm vằn và phải chạy về Chlum. Cuộc chạy dài của quân khinh kỵ Áo đã biến họ thành một cơn lốc xoáy vào tiểu đoàn Noack. Họ len qua những người lính bộ binh nổi điên và rơi vào màn hỏa lực của lính Khinh chiến Cận vệ Phổ, khiến đội hình của họ tan vỡ và họ phải chạy về Horenowes, nơi họ bị Trung đoàn Vệ binh 2 và lính khinh kỵ Vệ binh Phổ tập trung hỏa lực súng trường và tàn sát. Với tổn thất nghiêm trọng, quân khinh kỵ Áo chạy lao đao sang hướng Nam và trốn thoát, để lại Chlum trong hỗn loạn. Chiếm được Chlum, quân Phổ cũng giành được 14 khẩu pháo từ tay địch chỉ trong vòng vài phút. Lữ đoàn trưởng Appiano được mô tả là khá thụ động khi đứng trước tình huống rối ren ở Chlum. Chỉ đến khi mà Trung đoàn Sachsen-Meiningen, một trung đoàn có thành tích chiến đấu ở Ý và Đan Mạch, bị loại trên 2.000 quân (trong đó hơn 400 người thiệt mạng) thì Appiano mới dẫn các đơn vị thuộc Trung đoàn Đại Công tước Heinrich (62) thực hiện một cuộc điều tra nửa vời theo hướng Chlum. Không ưu ý với những gì mà ông nhìn thấy ở đây, Appiano liền kéo quân thẳng về Sweti và Königgrätz. Ngược lại, một khẩu đội kỵ binh đơn độc thuộc Trung đoàn số 8 của Áo – Khẩu đội 7 do Đại úy August von der Groeben chỉ huy đã cố ngăn ngừa bước tiến của quân Phổ từ Chlum không lâu sau khi quân Áo bại binh tại đây. Sau những tràng đạn đầu tiên của khẩu đội, quân Phổ đáp trả bằng hỏa lực hết sức khủng khiếp từ nhiều phía và cuộc tấn công của người Phổ thành công nhanh chóng đến mức mà chỉ trong vòng 5 phút Groeben bị giết chết cùng với một trung úy, 53 lính thường và 68 ngựa chiến. Khẩu đội cũng mất 7 trong số 8 khẩu pháo của mình, song hành động can đảm của Groeben đã tạo điều kiện cho tàn quân Áo rút lui khỏi Chlum. Mặc dù vậy, ngày nay, tên tuổi ông chẳng mấy khi được nhớ đến. Một đài tưởng niệm thô kệch đã được dựng lên tại đây với dòng chữ "Khẩu đội pháo Tử thần".
Ban đầu, khi nhận được tin dữ, Benedek không thể tin rằng vị trí quan trọng ở Chlum đã thất thủ. Nhưng, khi ông cùng bộ tham mưu đi ngựa đến đây để theo dõi chuyện gi đã xảy ra, một tràng đạn của quân địch đã giết chết con ngựa của một viên sĩ quan tham mưu của ông, làm trọng thương Bà tước Gruenne và đốn một viên sĩ quan tham mưu khác ngã ngựa. Loạt đạn này khẳng địch với ông rằng trung quân Áo thật sự đã tan vỡ. Quân Áo đã ra sức phản công để giành lại Chlum: một cuộc phản kích của hai tiểu đoàn Áo bị quân Phổ đập vỡ, tiếp theo đó 6 khối kỵ binh thuộc Sư đoàn Kỵ binh Trừ bị 1 đã mở một đợt phản công mạnh mẽ hơn nhằm vào ba tiểu đoàn Vệ binh do Đại tá Bernhard von Kessel chỉ huy. Trong lúc họ đang xung phong về phía trận tuyến của địch, kỵ binh Áo lao phải một cái hố đã bị lấp kín. Trong khi gắng sức làm chủ những con ngựa khủng hoảng của mình và giải thoát cho mình trước khi bị đè bẹp bởi các khối kỵ binh phía sau, Trung đoàn Thiết kỵ binh Franz Joseph đã bị hỏa lực của súng trường nạp hậu Phổ gần như xóa sạch. Trung đoàn Thương kỵ binh cũng bị quét tan. Dưới sự yểm trợ của pháo lực, tàn binh của Sư đoàn Kỵ binh Trừ bị 1 chấn chỉnh lại đội hình và chạy về Langenhof. Trên đà thắng lợi, quân của Kessel quay sang hướng nam và đánh chiếm Rosberitz. Lực lượng pháo binh trừ bị của Quân đoàn Vệ binh Phổ do Hohenhole chỉ huy cũng được đưa lên các cao điểm về hướng đông Chlum, và chĩa nòng pháo vào bình nguyên để băm vằm các lực lượng Áo lan rộng ở đây. Trong khi Sư đoàn Vệ binh số 1 giành thắng lợi vang dội ở trung tâm, Tập đoàn quân số 2 đã củng cố vị thế của mình ở hai bên Chlum. Về hướng đông, Sư đoàn số 11 đã vượt qua Sendrasitz và tiến vào Nedelist, bắt được một số lượng tù binh Áo. Đồng thời, 5 tiểu đoàn của Sư đoàn số 12 cũng đã vượt sông Trotina tại ngôi làng trùng tên và tiến theo con đường chính về Königgrätz. Với những bước tiến của Quân đoàn VI Phổ, tàn binh của Quân đoàn II đã bị đánh bật về phía sau sông Elbe. Trong khi đó, lữ đoàn Alvensleben cũng không kém thành công ở hướng đông. Họ đã tràn vào rừng Lipa và chiếm được rừng này sau một đợt đụng độ dữ dội với tàn tích của các đội hình rã rời dưới quyền Fleischhacker – vốn đang tiến hành cuộc triệt thoái đầy khổ ải của mình khỏi Cistowes và cuối cùng đã thoát kịp trước khi quân địch giăng bẫy. Ngay sau khi rừng Lipa thất thủ, lực lượng tiền vệ của Sư đoàn Vệ binh số 2 thừa thắng phát động tiến công và giành được làng Lipa.
Vào thời điểm này, vị thế của người Áo bị suy giảm nhanh chóng, bởi do thiệt hại hết sức nặng nề, thiếu sự yểm trợ của kỵ binh và pháo binh và phía Phổ đã kiểm soát được phần đất cao. Trong khi quân của Thái tử tiến công cánh phải quân Áo, tướng Bittenfeld, Tổng tư lệnh Tập đoàn quân Elbe vốn chỉ giữ thế phòng ngự sau khi bị pháo binh Áo và bộ binh Sachsen đánh thiệt hại nặng vào đầu buổi sáng, đã quyết định tiến công Probus và để đạt được mục tiêu này, ông huy động Sư đoàn số 15 cùng với một lữ đoàn kỵ binh tiến đánh Ober-Prim theo đường Hradek, trong khi Sư đoàn số 15, bấy giờ còn án ngữ ở phía tây Nechanitz, đánh Probus. Để đối phó với trận hợp vây của địch, Thái tử Albert của Sachsen đã phát lệnh cho Lữ đoàn Hộ vệ phản công theo hướng Hradek, song lữ đoàn này bị giáng vào sườn trái và buộc phải rút chạy.hưng bị quân Phổ. Sau đó, Đại Công tước Ernerst chỉ huy Quân đoàn VIII của Áo đã phái các lữ đoàn Schulz và Roth tham gia phản kích quân Phổ tại Ober-Prim. Giờ đây, Albert quyết định đưa thêm lữ đoàn Sachsen số 2 vào cuộc và sử dụng toàn bộ lực lượng của 4 lữ đoàn Áo-Sáchen để tiếp tục phản kích. Một lần nữa, cuộc phản công bất thành, do ở trung tâm lữ đoàn Schulz đã vấp phải sự kháng cự của Lữ đoàn số 30 mới nhập trận của Phổ và bị đánh tơi tả. Sự thua chạy cua lữ đoàn Schulz làm hở sườn trái của quân Sachsen, buộc Lữ đoàn Sachsen số 2 phải rút lui. Trong khi đó, lữ đoàn Roth cũng rơi vào tình trạng hết sức náo loạn và rút chạy vào rừng Brizerwald. Quân Phổ làm chủ được Ober-Prim. Cho đến 15 giờ chiều, rừng Brizerwald và Probus cũng đã rơi vào tay quân Phổ. Cũng trong thời điểm này, quân đội Phổ đã có thể nhận thấy được sự suy giảm của hỏa lực pháo binh Áo. Khi nhận thấy quân Sachsen dần dần bị đánh đuổi khỏi Problus, Tư lệnh Quân đoàn I của Áo điều một lữ đoàn đến phối hợp với họ. Sau khi đến gần Bor, lữ đoàn mở một cuộc tấn công vào Problus nhưng bị bẻ gãy và vào lúc 16 giờ chiều, lữ đoàn này cũng rút về Ziogclschlag, đồng thời với cuộc rút chạy của trung quân Áo. Chiếm được Prim và Probus, Tập đoàn quân Elbe đã chọc thủng hoàn toàn sườn trái của đối phương, và một người con của Bittenfeld đã tử trận ở Prim. Nhưng rồi, Bittenfeld một lần nữa lại tỏ ra uể oải, và sau khi đẩy lui được địch, ông ra lệnh cho Tập đoàn quân Elbe dừng chân. Trong tay ông vẫn còn Sư đoàn số 16 chưa được tung vào trận, nhưng giờ đây ông chỉ củng cố vị trí của mình quanh Probus. Do vậy, một cơ hội để hợp vây quân của Benedek từ hai phía đã bị đánh mất.

### Các cuộc phản công cuối cùng và cuộc rút chạy của quân Áo
Dù sao đây nữa thì trong thời gian này, Benedek không gì khác ngoài việc tiến hành rút lui toàn bộ binh lực của mình. Thế nhưng, phó chỉ huy Quân đoàn IV là Trung tướng Anton von Mollinary và Tư lệnh Quân đoàn VI là tướng Wilhelm Freiherr von Ramming nài nỉ chỉ huy của mình phát động phản công, nhưng lúc này Benedek đã mất mọi quyền kiểm soát trận đánh. Lúc 15 giờ 30, Ramming đích thân ra lệnh hai lữ đoàn còn nguyên vẹn phản công chiếm lại Rosberitz và Chlum mà không hề có mệnh lệnh trực tiếp. Đồng thời, các khẩu đại bác của Áo tại Langenhof đã tăng gấp đôi hỏa lực của mình để yểm trợ cho cuộc tấn công. Trước những đợt tiến công ào ạt của quân địch, quân Phổ thuộc Sư đoàn Vệ binh số 1 của Phổ (trong đó có viên Thiếu úy trẻ tuổi Paul von Hindenburg) đã tổ chức phòng ngự tại các ngôi nhà, nông trang và sân nhà thờ, gây cho quân Áo bị thiệt hại to lớn chỉ trong vòng 20 phút. Nhưng cuối cùng, do số lượng áp đảo của quân Áo, họ bị đánh bật từ Rosberitz về Chlum, và bị truy kích bởi các tiểu đoàn vốn đã sứt đầu mẻ trán của lữ đoàn Áo dưới quyền Chuẩn tướng Ferdinand Rosenzweig von Dreuwehr. Đợt phản công quyết liệt đã mang lại cho quân Áo 3 khẩu pháo, ngoài ra thân vương Anton von Hohenzollern của Phổ cũng bị thương và bị bắt, song nhiều đơn vị Phổ đã đổ vào trận đánh để tiếp viện cho Sư đoàn Vệ binh số 1. Giờ đây, Sư đoàn Vệ binh số 2 đã nhập trận, cùng với các thành phần thuộc Quân đoàn I của Phổ. Các đơn vị đã tham gia một đợt tiến công đúng lúc của Sư đoàn số 11 (từ hướng Nedelist), đập tan lữ đoàn của Rozenweig và buộc quân địch phải tháo chạy về Rosberitz. Tuy nhiên, giao chiến ác liệt vẫn tiếp tục kéo dài thêm một khoảng thời gian nữa. Các Quân đoàn I và VI đã chiến đấu dũng cảm tại Rosberitz để ngăn chặn sức tiến công mạnh như vũ bão của quân Phổ, nhưng bị lính Vệ binh Phổ đánh tan tành. Gần như bị vây chặt bởi số lượng ngày càng gia tăng của quân địch, các đơn vị Áo này phải rút lui dần dần sau khi hứng chịu thiệt hại khủng khiếp, để lại Rosberitz (và cả Chlum) trong tay địch. Trong cuộc hỗn chiến, Gärtringen đã bị trúng một quả đạn pháo và không lâu sau đó ông qua đời, nhưng đã kịp nhìn thấy quân của mình cầm chắc Chlum trong tay.

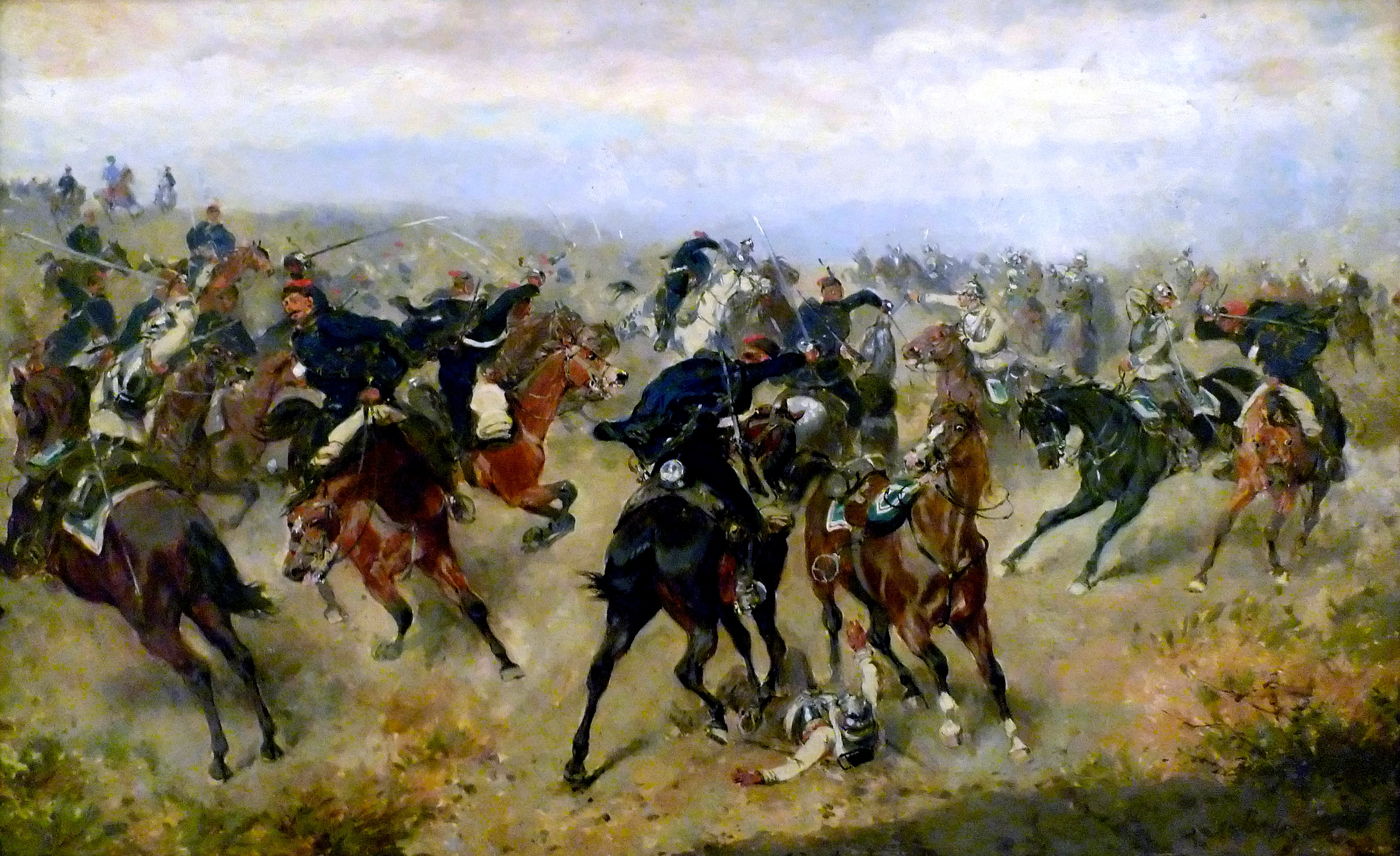
Giao chiến bằng kỵ binh trong trận Königgrätz (Alexander von Bensa, 1866).

Với sự tan rã của hai cánh quân Áo, các Quân đoàn III và X của Áo triệt thoái về Rosnitz theo đường Sadowa-Königgrätz. Sau khi xác định tình hình, vào lúc 16 giờ, Moltke cuối cùng đã phát lệnh cho Tập đoàn quân số 1 tiến về hướng trung tâm. Lính Phổ lăn xả về phía trước, "với những tiếng reo vang và trống đánh" nhưc một phóng viên chiến trường mô tả. Quân tiền vệ của Friedrich Karl đã làm chủ được các cao điểm mà tại đó pháo binh Áo tra tấn họ trong suốt buổi sáng, và bước tiến mau lẹ của các đoàn quân chiến thắng đã uy hiếp đoạn đường Sadowa-Königgrätz. Từ Langenhof, các khẩu đội của hai quân đoàn Áo rút lui, một số về Rosnitz và số khác thì về Wsestar. Quân bộ binh Áo tháo chạy dưới sự yểm trợ của pháo lực – điều duy nhất trì hoãn thế mạnh như vũ bão của quân địch. Đồng thời, Benedek huy động Sư đoàn Kỵ binh Trừ bị số 1 dưới quyền Chuẩn tướng Carl Graf Condenove và Sư đoàn Kỵ binh Trừ bị số 3 dưới quyền vương công xứ Holstein phản công về hướng tây để yểm trợ cho cuộc triệt binh mà ông đã khởi đầu vào lúc 15 giờ. Vào lúc 16 giờ 30, khi mà các lực lượng Áo đều đang rút chạy, các thành phần thuộc Sư đoàn Kỵ binh số 2 của Phổ đã tiến công với Sư đoàn Kỵ binh Trừ bị số 1 tại Stretelitz. Do kỵ binh Phổ yếu thế về số lượng, họ bị đẩy lui trong đợt giao tranh đầu tiên. Tuy nhiên, khi phía Phổ đổ thêm nhiều trung đoàn khác vào ứng chiến và lính thiết kỵ binh Áo rơi vào hỏa lực bộ binh Phổ từ Langenhof, quân Áo bị đánh đuổi về Bor, và bị truy sát gắt gao bởi các khối kỵ binh mới của Phổ cho đến khi rút về Rosnitz. Đồng thời, hai trung đoàn khác cũng thuộc biên chế Sư đoàn Kỵ binh số 2 đã tiến đánh Sư đoàn Kỵ binh Trừ bị số 3 của Áo gần Langenhof. Tại đây, sau một đợt giao chiến khốc liệt, kỵ binh Áo cũng bị đánh tan. Không những thế, họ còn hứng chịu hỏa lực của bộ binh Phổ và các khối kỵ binh Áo cũng trở thành mối ngon của hỏa lực tầm xa của pháo binh địch, chưa kể họ còn bị các khối kỵ binh Phổ mới toanh đổ ra đánh cho sứt đầu mẻ trán. Cái giá của thất bại này thật sự là ghê gớm, không thua kém gì cuộc tấn công của Lữ đoàn Kỵ binh nhẹ trong trận Balaclava: mặc dù kỵ binh nặng Áo, rực rỡ trong những bộ binh giáp sáng loáng và mũ sắt cắm lông vũ, đã được rèn luyện thành "những bức tường" ngựa phi để đập vỡ chiến tuyến địch bằng những cuộc "tấn công bão táp", họ không hề chiến tuyến quân Phổ ở Königgrätz. Thay vì đó, các khẩu đội pháo và súng trường của Phổ đã loại 30% lực lượng của họ ra khỏi vòng chiến và chung cuộc, họ phải cuống cuồng tháo chạy theo mọi hướng – một kết thúc tối tăm cho một trận bại binh.. Thương vong của kỵ binh Áo lên đến 64 sĩ quan, 1.984 lính và 1.681 ngựa chiến. Mặc khác, qua các trận xáp chiến nêu trên quân thiết kỵ, thương kỵ và long kỵ binh Áo cũng gây cho đội hình kỵ binh Phổ loạng choạng đồng thời giam chân bộ binh trong vòng hơn nửa tiếng đồng hồ.
Dù thảm bại nhưng những cuộc giao chiến bằng kỵ binh của Quân đoàn I, đã làm chậm bước tiến của quân địch và tại điều kiện tạo điều kiện cho bính lính của Benedek rút chạy qua các ngọn cầu trên sông Elbe, mặc dù quân Áo đang rút chậm một cách đáng quan ngại. Sau tất cả những trận giao tranh đã nêu, toàn bộ quân Áo đều rút lui qua sông Elbe, ngoại trừ các Sư đoàn Kỵ binh Nhẹ II và I ở cánh phải và trái, cùng với Sư đoàn Kỵ binh Trừ II ở trung tâm; ba sư đoàn này yểm trợ cuộc lui quân, cùng với 28 khẩu đội, cho đến 18 giờ 30. Nhưng sau đó, cuộc pháo chiến với 34 khẩu đội của Phổ vẫn tiếp diễn cho đến khi màn đêm buông xuống. Lúc 21 giờ, pháo đội kỵ binh của Áo nã những phát đạn cuối cùng của trận chiến. Trước đó, vào lúc 20 giờ, quân đội Phổ đã nhận được mệnh lệnh mà Moltke đã ban bố lúc 18 giờ 30 nhằm chấm ứt trận tàn sát. Trong khi đó, không khí tại Königgrätz bao trùm trong hỗn loạn, do các đội quân bại trận của Áo chen chúc nhau thành một đống bát nháo gồm người, ngựa và xe goòng.. Trên đường chạy, nhiều binh sĩ Áo đã chết đuối ở sông Elbe. Số còn lại vượt được sông, nhưng phải mất hàng tiếng đồng hồ mới thuyết phục được viên chỉ huy pháo đài Königgrätz, người đã đóng cửa do lo sợ quân Phổ xâm chiếm pháo đài, mở cửa. Lính Áo xô đẩy nhau lao vào thành, làm nhiều người bị chết ngạt. Khi quân Áo thảm bại, đồng minh của họ quân Sachsen do Albert chỉ huy, được lệnh rút lui về Placka, nhưng đường rút của họ bị cản trở bởi một đống tàn quân Áo đang tìm cách chạy về Koniggratz. Một toán quân Sachsen đã đến được Placka và vượt sông tại đây trước khi ngọn cầu bị phá hủy, nhưng phần còn lại bị buộc phải chuyển sang hướng nam và chạy về Pardubitz. Về phía mình, Benedek đã vượt sông Elbe và lúc 18 giờ và vài tiếng đồng hồ sau, ông thông báo cho hoàng đế biết rằng thảm họa mà ông từng cảnh báo và thực sự đã xảy ra.
Trong ngày hôm đó, hiểu rằng quân Phổ sẽ thua nếu không có sự tiếp viện kịp thời của Thái tử, Quốc vương đã sai sứ giả mang huân chương Thập tự Xanh cao quý nhất của Phổ đến trao tặng cho con trai mình, song viên sứ giả không tìm thấy Thái tử. Đến đêm, trong một tình huống bất ngờ, vua cha đã hội ngộ với Thái tử với nhau trên chiến địa. Sau khi nhận ra nhau, vua cha ôm lấy Tháo tử, và gỡ chiếc Thập tự Xanh của mình ra để đeo lên cổ con trai. Trận đánh chấm dứt với thương vong to lớn cho cả hai phía. Bộ Tổng tham mưu Áo cho biết quân đội Áo chịu thiệt hại 1.313 sĩ quan, 41.499 binh lính và 6.010 ngựa chiến, trong số đó 330 sĩ quan và 5.328 binh lính chết trận, 431 sĩ quan và 7.143 binh lính bị thương, 43 sĩ quan và 7.367 binh lính mất tích, 509 sĩ quan cùng với 21.661 binh lính bị bắt làm tù binh. Chỉ riêng cuộc tấn công thất bại ở Chlum đã gây thương vong 150 sĩ quan và 5.800 lính của họ (chưa kể 2.800 người còn sống từ bỏ cuộc chiến đấu và rơi vào tay quân Phổ).. Ngoài ra, quân Áo cũng đánh mất 160 khẩu pháo và 5 cờ hiệu. Đồng minh của họ là Sachsen chịu thương vong 55 sĩ quan và 1.446 binh lính, bao gồm 15 sĩ quan và 120 binh lính tử trận, 40 sĩ quan và 900 binh lính bị thương, và 426 người mất tích. Quân đội Phổ tổn thất nhẹ hơn nhiều so với kẻ thù của mình, với 359 sĩ quan, 8.975 binh lính và 909 ngựa chiến (bao gồm 99 sĩ quan và 1.830 binh lính tử trận, 260 sĩ quan và 6.688 binh lính bị thương và 276 người bị mất tích). Hơn nửa con số thương vong này thuộc về Tập đoàn quân số 1. Thêm vào đó, chính người Áo cũng làm gia tăng chênh lệch về số người bị thương và mất tích giữa hai phe vì không ký Công ước Genève thứ nhất năm 1864. Do không được sự bảo hộ của Hội Chữ Thập đỏ, nhân viên y tế của Áo bị xếp loại như những người tham chiến và phải rút khỏi chiến địa cùng với toàn bộ quân đội Áo, khiến cho những người bị thương nếu không thể xoay xở thì đành phải chịu chết hoặc là bị bắt sống. Trong đêm, binh lính Phổ đã hát vang bài thánh ca Nun danket alle Gott, giống như những tiền bối của họ sau chiến thắng của Friedrich Đại đế ở Leuthen ngày trước.

## Sau trận đánh

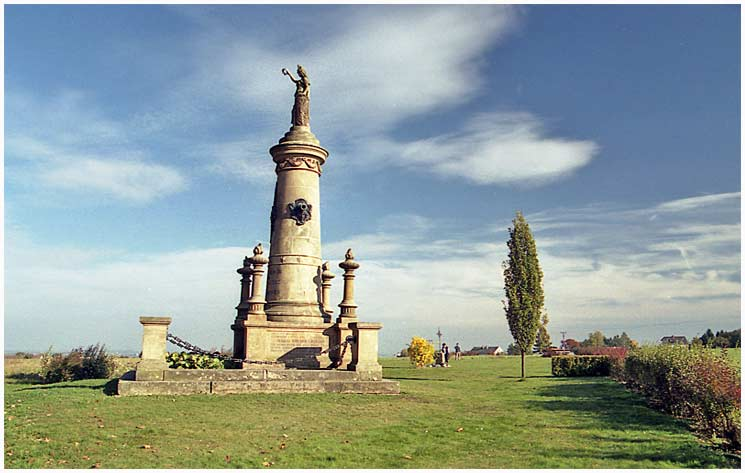
Tượng đài ở Chlum, kỷ niệm một trong những cuộc giao tranh ác liệt nhất trong trận Königgrätz.

Quân Phổ đã gần như gói gọn quân Áo, nhưng không thể tiêu diệt hoàn toàn theo ý muốn của Moltke. Người Áo đã rút chạy thành công trong gang tấc. Trái ngược với toan tính của Moltke, trận đánh lớn bằng kỵ binh ở Stresetice không hề nổ ra. Cuộc chiến năm 1866 cho thấy sự bất lực của lực lượng kỵ binh Phổ về nhiều mặt. Chỉ có 39 trong 350 khối kỵ binh Phổ, vốn được giao nhiệm vụ dẫn đầu cuộc truy sát quân đội Áo bại trận, đã nhập trận tại Stresetice, và không một khối kỵ binh nào truy kích những mớ bộ binh náo loạn của Tập đoàn quân phía Bắc sau khi các đợt phản công của kỵ binh trừ bị Áo bị đập tan. Bên cạnh tinh thần chiến đấu hy sinh của kỵ binh và pháo binh Áo, quân tướng Phổ đã kiệt sức ("nhiều người trong số họ đã hành binh 19 tiếng đồng hồ và đánh địch 10 tiếng đồng hồ" theo chính sử của Bộ Tổng tham mưu) để có thể truy kích hiệu quả, trong khi các đơn vị quân đội bị biến thành một đống hỗn tạp khó thể gỡ ra do binh lính của Tập đoàn quân số 2 đã đổ dồn vào phía trước Tập đoàn quân số 1. Rạng sáng ngày 4 tháng 7 năm 1866, tin tức về cuộc tháo chạy an toàn của quân Áo làm cho Moltke thất vọng, và vào năm 1867 ông đã bày tỏ thái độ hối tiếc và sự thất bại này. Song, trận Sedan bốn năm sau đó cho thấy ông và các tướng lĩnh dưới quyền đã rút ra bài học kinh nghiệm từ đống hỗn độn này. Một số nhà bình luận, trong đó có sử gia người Mỹ Geoffrey Wawro, quy cho Moltke trách nhiệm về việc để quân chủ lực Áo rút khỏi trận địa, song sử gia Mỹ Max Boot khẳng định rằng đây không phải là một thiếu sót lớn. Quân Áo đã thiệt hại hết sức nặng nề trong khi pháo binh và tiếp tế của họ bị bỏ lại chiến trường. Dù gì đi nữa, Königgrätz cũng là trận đánh quyết định của chiến dịch. Không một lữ đoàn bộ binh nào của Benedek là còn có khả năng tác chiến hiệu quả. Một sĩ quan tham mưu của ông ta khi thị sát các lực lượng rệu rã của Tập đoàn quân phía Bắc đã cho biết họ "không còn là một tập đoàn quân nữa, mà đúng hơn là một đám khố rách áo ôm gồm những tên ngu dốt, lười biếng và lập dị". Trong những tuần lễ sau đó, quân đội Phổ tiếp tục truy kích đối thủ bại trận. Giờ đây, con đường đã rộng mở cho quân đội Phổ tiến vào Viên và sự sụp đổ của vương triều Habsburg là điều hoàn toàn có thể xảy ra.
Để nhanh chóng đánh chiếm Viên và áp đặt một nền hòa bình với Áo trước khi Áo và Nga – giờ đây đang bận tâm về một sự thay đổi cán cân quyền lực ở châu Âu – có thể can thiệp bằng vũ lực, Moltke hạ lệnh cho các lực lượng Phổ từ bỏ các đoàn tiếp tế lương thảo của mình và thay vì đó phải trưng dụng lương thực để sống. Giữa tháng 7 năm 1866, một nhà ngoại giao Anh cho biết, ba tập đoàn quân Phổ cùng với các toán "biệt kích trưng dụng" của họ đã biến lãnh thổ phía bắc sông Donau của Áo thành một "sa mạc rộng lớn". Đối mặt với sự tàn phá có hệ thống trên những vương thổ giàu có nhất của mình, Franz Joseph hy vọng Pháp sẽ can thiệp. Ngay từ ngày 5 tháng 7, ông ra lệnh cho Đại sứ Áo ở Paris, Vương công Richard Metternich (con của nhà ngoại giao nổi tiếng Klemens von Metternich giữa thế kỷ 19) cầu khẩn Napoléon tấn công Phổ. Tuy nhiên, yêu cầu của Franz Joseph đã không được Napoléon đáp trả. Giữa lúc quân Phổ đang kéo về Viên, Bá tước Beust, Thủ tướng Sachsen, sang Pháp để lặp lại lời cầu cứu Napoléon. Beust đã tiên đoán đúng khi ông cảnh báo Napoléon rằng nếu không đánh Phổ ngay bên giờ, Pháp sẽ phải đương đầu với toàn bộ nước Đức được vũ trang về sau này. Nhưng, do không lường trước được chiến thắng Königgrätz của Phổ, hoàng đế nước Pháp chưa chuẩn bị trước và không có tâm tạng để đối mắt với những người thắng trận này. Tình hình vẫn chưa phải là hoàn toàn tuyệt vọng với Áo sau trận Königgrätz, do thắng lợi của họ trước quân Ý trong trận Custozza đã tạo điều kiện cho Tập đoàn quân phía Nam của Áo rảnh tay để đối phó với quân Phổ về hướng bắc, và viên chỉ huy của tập đoàn quân này là Albrecht đã được bổ nhiệm làm Tổng tư lệnh tất cả các tập đoàn quân Áo vào ngày 10 tháng 7 để tổ chức phòng nự kinh thành Viên. Song, sự tan rã của Tập đoàn quân phía Bắc ngoài mặt trận, kết hợp với sự suy sụp tinh thần của dân chúng Áo tại hậu phương cũng chứng tỏ người Áo không thể tiếp tục chiến tranh. Phần lớn công chúng Áo phản đối tiến hành chiến tranh du kích – một cuộc đấu tranh tới cùng để bảo vệ Tổ quốc, mà thay vì đó họ ép buộc Hoàng đế phải nghị hòa. Giờ đây, hoàng đế Áo cố gắng cứu vãn những gì còn có thể cứu được bằng một hiệp ước hoà bình với Phổ, với hy vọng sẽ phục thù trong tương lai. Vào ngày 22 tháng 7 năm 1866, Franz Joseph I quyết định nhân nhượng với Phổ. Trận đánh cuối cùng của cuộc chiến đã diễn ra ở Blumenau đúng vào ngày hôm đó, khi Hiệp định đình chiến giữa hai bên đang được ký kết.
Trong khi các võ tướng Phổ đều nóng lòng khai thác thắng lợi của mình, và Moltke cũng không ngoại lệ, quan điểm Bismarck thì ngược lại. Với tầm nhìn ngoại giao của mình, ông không hề có ý định đạp đổ nền quân chủ Habsburg, thay vì đó ông mong muốn chấm dứt sớm chiến tranh trước khi Nga và Pháp có thể can dự. Bismarck đã ra sức thuyết phục vua Wilhelm I không nên áp đặt những điều khoản hòa bình khắc nghiệt đối với Áo. Phấn khởi vì chiến thắng, nhà vua muốn buộc Áo và Bayern cắt đất cho mình và tổ chức lễ diễu binh khải hoàn ở Viên. Trái lại, Bismarck chủ trương đề xuất những điều khoản mềm dịu, nhằm loại nước Áo ra khỏi Đức nhưng đồng thời tránh hạ nhục Áo càng nhiều càng tốt, đặt nền tảng cho sự hợp tác giữa hai nước trong tương lai. Ông thậm chí còn dùng đến cả nước mắt trong những cuộc tranh cãi quyết liệt với nhà vua. Cuối cùng thì Bismarck đã thắng. Hai bên ký kết hòa ước sơ bộ ở Nikolsburg (Nam Mähren) vào ngày 26 tháng 6 năm 1866, và những điều khoản của nó được xác nhận tại Hòa ước Praha vào ngày 23 tháng 8 năm 1866. Theo đó, Áo bị loại ra khỏi Đức, và chấp thuận bất kỳ một sắp đặt nào mà Phổ mong muốn đối với phần lãnh thổ phía Bắc sông Main, nói cách khác là miền Bắc Đức. Liên minh các quốc gia Đức bị giải tán, và phần lớn các bang Bắc Đức (trong đó có Schleswig và Holstein) bị sáp nhập vào lãnh thổ Phổ. Về sau, Liên bang Bắc Đức được hình thành từ các bang còn lại nhà nước và công quốc còn lại ở miền Bắc Đức, do Triều đình Berlin lãnh đạo. Phổ cũng buộc Áo phải nộp một khoản chiến phí gồm 20 triệu thaler (tương đương với 15 triệu Mỹ kim), nhưng không giành lấy một lãnh thổ nào của Áo.
Ngoài ra, chiến thắng oanh liệt của Phổ trong trận này đã làm cho nước Pháp hết sức kinh ngạc. Hầu như chỉ trong chốc lát, một lân bang nhỏ bé và dễ kiềm chế đã vươn lên thành một thế lực quân sự và công nghiệp khổng lồ. Với việc vinh quang của Solferino bị lu mờ trước Königgrätz, những thắng lợi của Phổ đánh một đòn nặng nề vào niềm kiêu hãnh và tinh thần dân tộc của Pháp, làm người Pháp cảm thấy bị mình xúc phạm và thách thức. Các quan chức của Napoléon III đã khuyên hoàng đế phải ra tay ngay lập tức để ngăn ngừa hậu họa. "Sự vĩ đại là tương đối", viên cơ mật đại thần của hoàng đế Pháp cảnh báo, "sức mạnh của một quốc gia có thể bị tiêu ma chỉ do một sự thật là những lực lượng mới nổi đang tụ tập quanh nó". Eugène Rouher, Quốc vụ khanh Pháp, còn nói cụ thể hơn: "Đập nát Phổ và chiếm vùng Rhein". Nói đến Rhein, Rouher ám chỉ các thành phố ở miền Tây Phổ (Köln, Düsseldorf và vùng Ruhr với các thành phố Essen, Bochum và Dortmund ở Westfalen), những trung tâm công nghiệp quan trọng mà Berlin không thể tồn tại nếu không có. Ngay cả những người theo chủ nghĩa tự do đối lập với Napoléon cũng chủ trương ủng hộ các cuộc phiêu lưu quân sự. Thay vì đó, Napoléon chưa gây chiến mà ông ta thử lừa phỉnh Bismarck. Đầu tháng 8 năm 1866, một tháng sau trận Königgrätz, khi quân đội Phổ còn đang lo bình định đất Áo, Napoléon đột ngột yêu cầu Phổ hỗ trợ cho người Pháp lập lại "những đường biên giới năm 1814", nói cách khác là Pháp muốn giành lại vùng lãnh thổ hình vuông ở bờ trái sông Rhein đã bị sáp nhập vào Pháp trong Chiến tranh Cách mạng Pháp và được trả lại cho các bang Đức sau trận Waterloo. Không may cho Pháp, tham vọng bành trướng này đã triệt hạ khả năng xây dựng hình ảnh của họ như là "người bảo hộ các quốc gia Nam Đức". Bismarck lấy đó làm cơ sở để đe dọa sẽ thống nhất toàn bộ nước Đức chống lại Pháp đồng thời tiến hành ký kết những bản hòa ước riêng lẻ của Phổ với các quốc gia Nam Đức nhằm hướng đến những liên minh quân sự theo đó Phổ chỉ huy quân đội và các tuyến đường sắt của những nước này trong thời bình. Hoàng đế Pháp đành phải bỏ cuộc và Hòa ước Praha được ký kết vào ngày 23 tháng 8 như đã nêu. Nhìn nhận trận đánh như là một thất bại của Pháp, dư luận Pháp trong tâm trạng phẫn nộ đã đề nghị "Revanche pour Sadova", có nghĩa là Báo thù cho Sadowa. Điều này đã góp phần dẫn đến cuộc Chiến tranh Pháp-Đức năm 1870, trong đó Moltke đã bắt gọn 9 vạn quân chủ lực Pháp của Napoléon III ở Sedan vào ngày 11 tháng 9.

## Ý nghĩa của trận đánh
Cho đến ngày nay, Königgrätz vẫn được nhìn nhận là một trong những trận đánh quyết định nhất trong thời kỳ cận đại-hiện đại. Đại thắng của người Phổ đã gây chấn động cho cả châu Âu chấn động đồng thời góp phần khơi gợi tinh thần dân tộc chủ nghĩa Đức. Là "một bước ngoặt của lịch sử" (theo Wawro), trận đánh và các sự kiện diễn ra sau đó là những minh chứng cho thấy rằng những trận đánh lớn có thể làm thay đổi cục diện của lịch sử. Sáu năm trước đó, thời báo The Times của Luân Đôn đã chế giễu: "Phổ mà không có đồng minh thì sẽ không thể giữ nổi sông Rhine hoặc sông Vistula được một tháng", Giờ đây, chỉ trong khoảng thời gian tính bằng ngày, nước Phổ đã leo từ hạng thấp lên hàng đầu trong các liệt cường. Thắng lợi của cuộc chiến đem lại cho Phổ 3357 km² lãnh thổ với 7 triệu dân. Dưới sự lãnh đạo của Bismarck, Phổ đã làm chủ phần lớn Đức và có thế để thâu tóm phần còn lại – điều mà họ đã hoàn thành với sự kiện thống nhất nước Đức ngày 18 tháng 1 năm 1871, khi Phổ và liên minh Đức đã nắm chắc phần thắng trong cuộc chiến tranh với Pháp. Trong khi đó, kể từ sau thất bại ở Königgrätz, đế quốc Áo 600 năm tuổi không còn đóng một vai trò chi phối nào trên trường quốc tế.
Trận chiến Königgrätz cũng góp phần báo hiệu tính quyết liệt của chiến tranh hiện đại. Quân số tại đây đông hơn gấp đôi quân số tham chiến trong trận Gettysburg đúng ba năm trước đó, trận đánh lớn nhất của cuộc Nội chiến Hoa Kỳ. 1/4 trong tổng số nửa triệu binh sĩ tham chiến trong trận Königgrätz đều tử trận hoặc bị thương. Trên một trận địa rộng khoảng 20 km, pháo binh Áo rền vang với tốc độ bắn mà trước đây hầu như chưa từng thấy, khai hỏa với tỷ lệ hỏa lực, báo hiệu cường độ khủng khiếp của những hàng rào pháo trong Chiến tranh thế giới thứ nhất. Ngoài ra, mặc dù diễn biến của trận đánh cho thấy kỵ binh Áo là lực lượng tốt và kỵ luật nhất trong việc trì hoãn bước tiến thắng lợi của bộ binh Phổ, thiệt hại hết sức thảm khốc mà súng trường nạp hậu Phổ gây ra cho họ đã góp phần khẳng định rằng những ngày tháng vinh quang của các trung đoàn kỵ binh kiểu cũ chỉ còn đếm trên đầu ngón tay.
Các nhà sử học quy trách Benedek vì thái độ chần chừ của ông trong trận đánh vào buổi sáng. Mặc dù phía Áo có quân số vượt trội so với đối phương, Benedek đã không chớp thời cơ phát động một cuộc tấn công tổng lực nhằm đánh bại các lực lượng của Friedrich Karl và Bittenfeld trước khi Thái tử Phổ đưa quân đến ứng chiến. Theo Max Boot, khi đã không làm được như vậy, Benedek nên rút khỏi trận địa lúc diễn tiến còn đang thuận lợi cho người Áo, thay vì đó ông ở lại trận đánh và cuối cùng gánh chịu hậu quả của sự suy yếu cánh phải của mình. Về sự sơ hở này, Giáo sư Lịch sử Quân sự Erik Durschmied trong cuốn The Hinge Factor: How Chance and Stupidity Have Changed History đã nhấn mạnh trách nhiệm của các chỉ huy quý tộc của hai quân đoàn IV và II đối với thảm bại của Áo qua việc tự ý điều quân cánh phải vào các cuộc phản công đẫm máu ở rừng Swiepwald. Durschmied cho rằng nếu các vị tướng này giữ chặt vị trí của mình, quân Áo với thế mạnh về pháo binh sẽ giành được phần thắng.
Ngoài ra, những người đương thời, trong đó có Friedrich Engels, chú trọng vai trò của khẩu súng trường nạp hậu Dreyse của Phổ đối với chiến thắng. Loại súng này đã tạo điều kiện cho các đơn vị nhỏ bé của Phổ đánh trả thành công quân số áp đảo của địch, và điều này được thể hiện cụ thể trong cuộc chiến đấu của Fransecky ở rừng Swiepwald. Theo Max Boot, ưu điểm về pháo binh của Áo không đủ để vô hiệu lợi thế của Phổ do trong thời đại này súng trường đã trở thành "nữ hoàng của chiến trường" thay pháo binh.
Thắng lợi của chiến dịch Böhmen, với đỉnh điểm là đại thắng Königgrätz, được xem là minh chứng cho sức mạnh tinh nhuệ của quân đội Phổ cũng như sự linh hoạt của Bộ Tổng Tham mưu Phổ dưới quyền Moltke trong việc dàn dựng kế hoạch chu đáo trước chiến tranh, áp dụng thuần thục kỹ nghệ đường sắt và hoạt động tham mưu hiệu quả. Họ đã nhanh chóng chấn chỉnh những sai sót trong buổi sáng để giành thắng lợi trong trận đánh.
Thắng lợi quyết định ở Königgrätz đã khẳng định niềm tin của Moltke vào sức mạnh của quân lực Phổ thời bấy giờ.

## Trong văn hóa
Nhà soạn nhạc quân sự Phổ là Johann Gottfried Piefke đã sáng tác bản "Hành khúc Königgrätz" (Quân hành ca II, 197) để kỷ niệm chiến thắng này. "Hành khúc Hohenfriedberg" được Piefke sử dụng làm phần tam tấu của bản quân hành ca, như để ghi nhớ những thắng lợi của Friedrich II trước người Áo. Ngày nay, "Hành khúc Königgrätz" là một trong những bản quân hành ca quan trọng và nổi tiếng nhất của Đức, thường được trình tấu trong các nghi lễ. Trái lại, bản hành khúc rất hiếm khi được nghe ở Áo vì những lý do cụ thể.
Trong tiểu thuyết hiện thực Effi Briest (1894 – 1895) của văn hào Đức Theodor Fontane, nhân vật cùng tên truyện đã sinh ra đứa con gái duy nhất của cô là Annie đúng vào dịp kỷ niệm đại thắng Königgrätz.
Bộ phim Đức Quốc xã Bismarck (1940), đạo diễn bởi Wolfgang Liebeneiner, có đoạn nói về chiến thắng Königgrätz. Trong phim, trận chiến được miêu tả như một công trình hoàn toàn của Helmuth von Moltke; cảnh phim không cho thấy một người lính nào.
Do trận thảm bại này mà cho đến nay từ "Königgrätz" vẫn được sử dụng như một từ lóng ở Áo, có nghĩa là "thất bại", tương tự như "Waterloo" trong tiếng Anh.

## Chú giải
• a)^  Các nhà văn Pháp trong và sau năm 1866 thường ưu tiên dùng cái tên "Sadowa" hơn là "Königgrätz", gọi trận đánh theo tên một ngôi làng trên sông Bistritz nơi mà giao chiến đã diễn ra giữa trung quân Phổ với đối phương vào buổi sáng ngày 3 tháng 7. Các tác giả khác chỉ ra rằng tên gọi hợp lý nhất của trận đánh phải là "Chlum", do trận đánh chiếm cao điểm Chlum của lực lượng Vệ binh Phổ là một nhân tố quyết định chiến thắng của họ. Song, các trận đánh thường được đặt tên bởi người chiến thắng, và trận này cũng không ngoại lệ. Tên gọi được vua Wilhelm I chọn trong buổi tối sau chiến thắng lớn nhất của mình là "Königgrätz", mặc dù pháo đài mang tên này nằm sau sông Bistritz vài dặm Anh và không gắn liền với trận chiến này.
• b)^  Quân đoàn V, đơn vị cuối cùng của Tập đoàn quân số 2 hành binh từ Josephstadt, mới đến Chlum. Các sĩ quan tham mưu Áo tra khảo tù binh Phổ sau trận chiến đều ngạc nhiên khi biết rằng các sư đoàn của Steinmetz, vốn gặp một số sai sót về đường đi, đã tiến dọc trên một đoạn đường gần 40 km để tới sông Bystrice. Xem The Austro-Prussian War: Austria's War with Prussia and Italy in 1866, trang 272.